# Békásmegyer

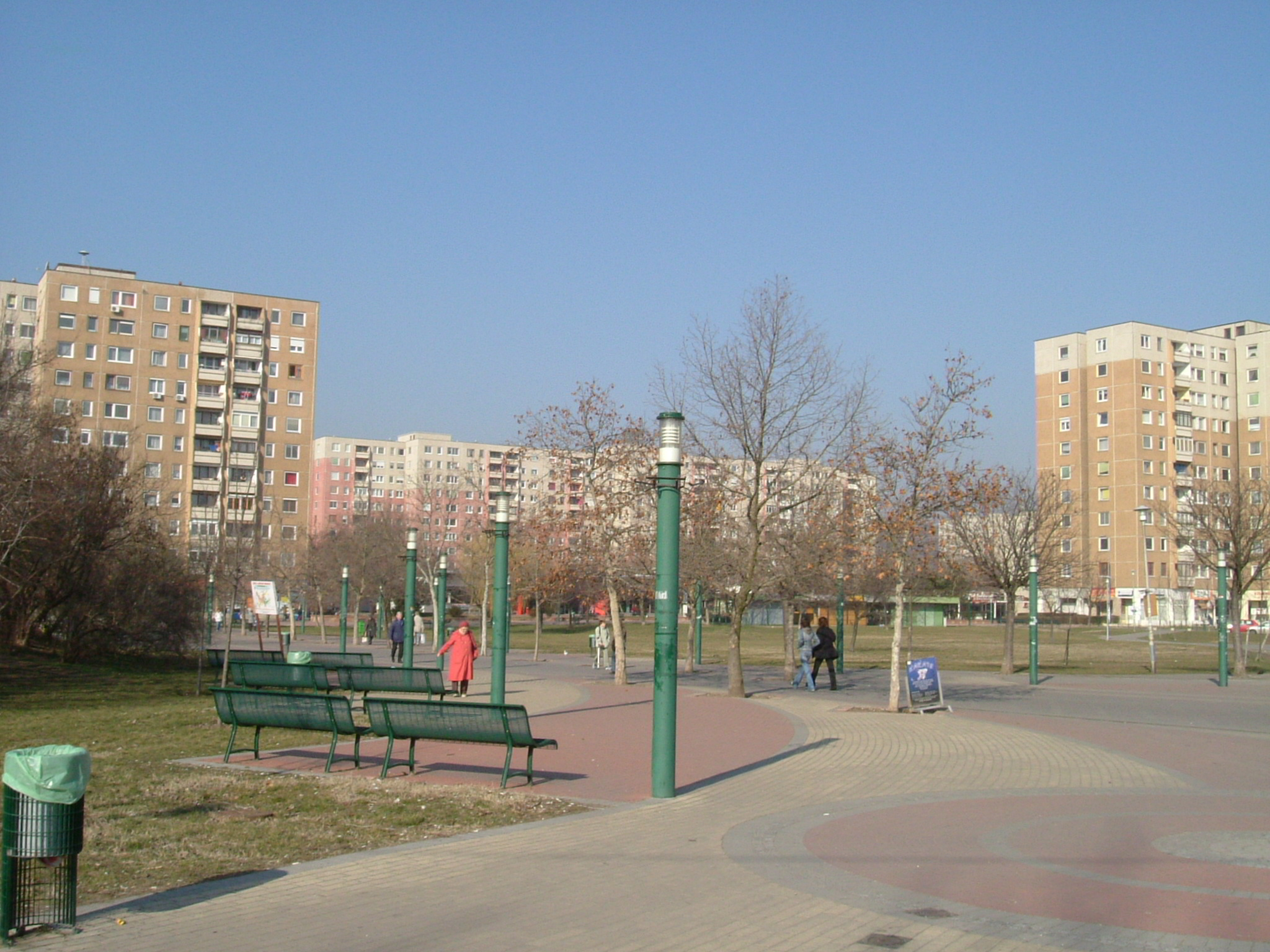
Békásmegyer hegy felőli oldala, a Csobánka térrel

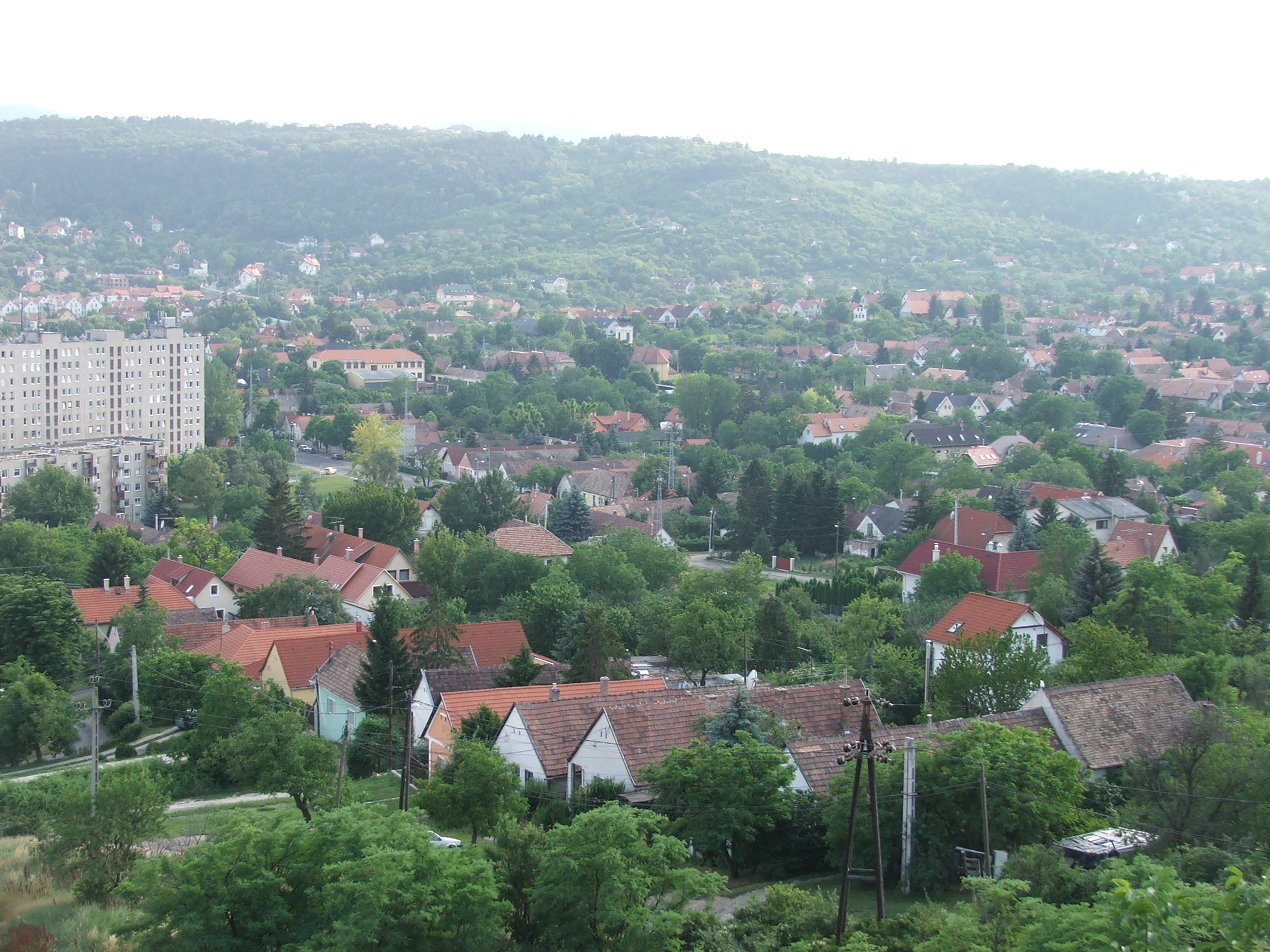
Az Ófalu látképe a Puszta-dombról

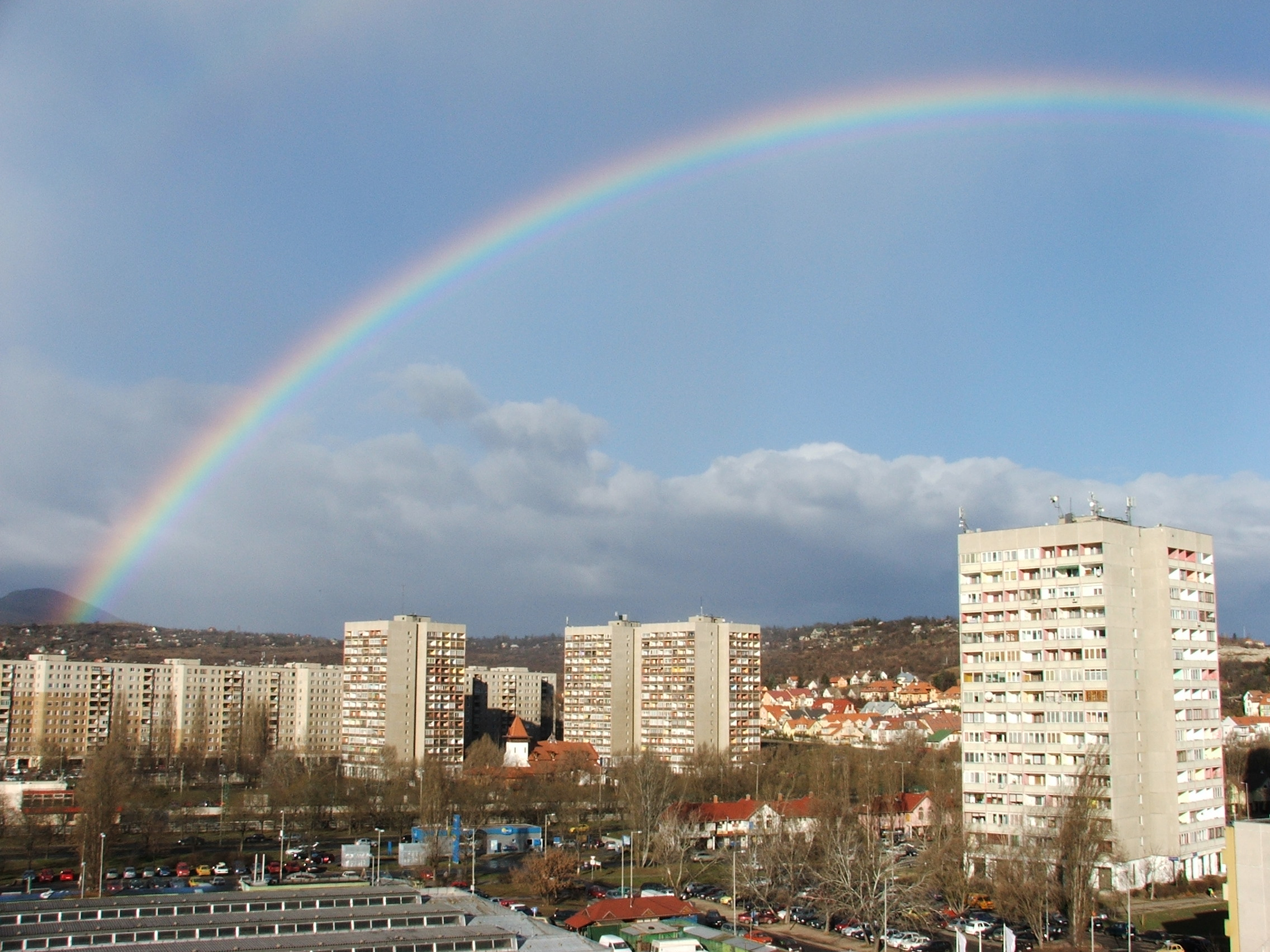
Békásmegyer, Heltai Jenő tér szivárvánnyal

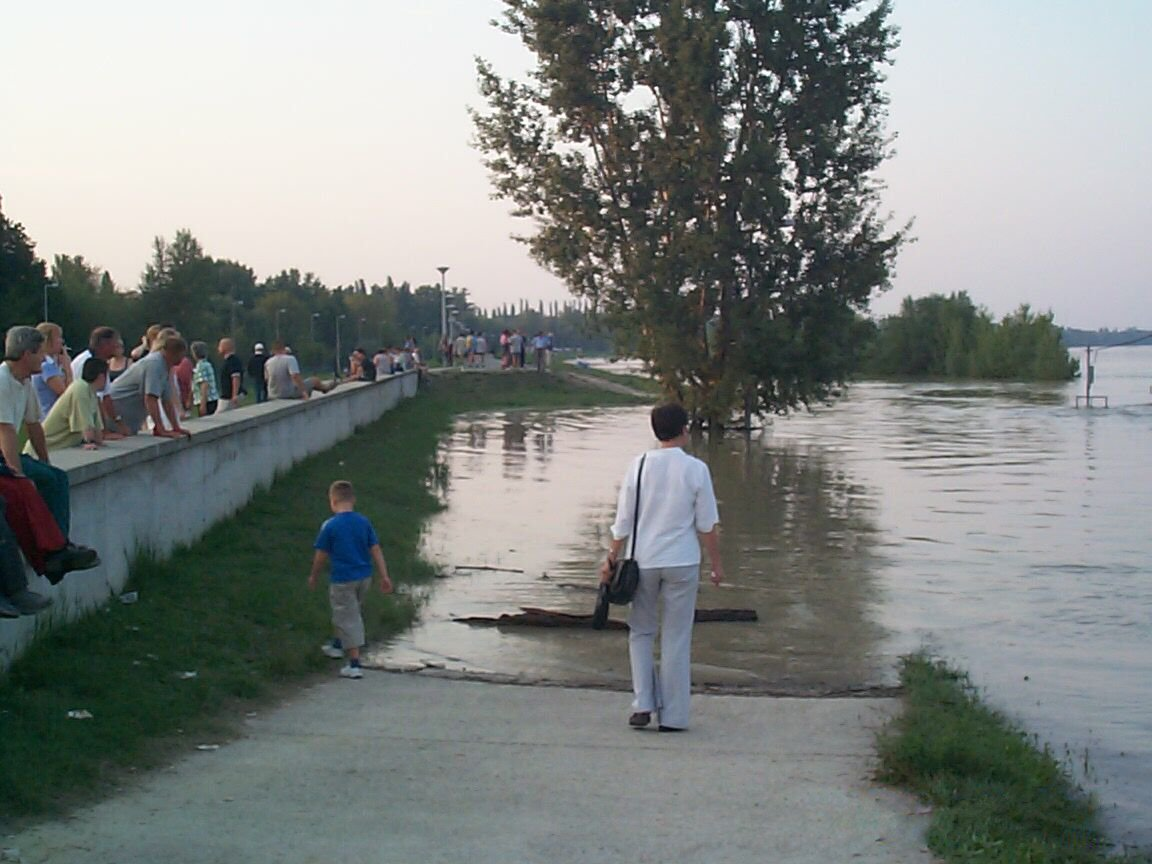
Árvíz 2002-ben a pünkösdfűrdői gátnál

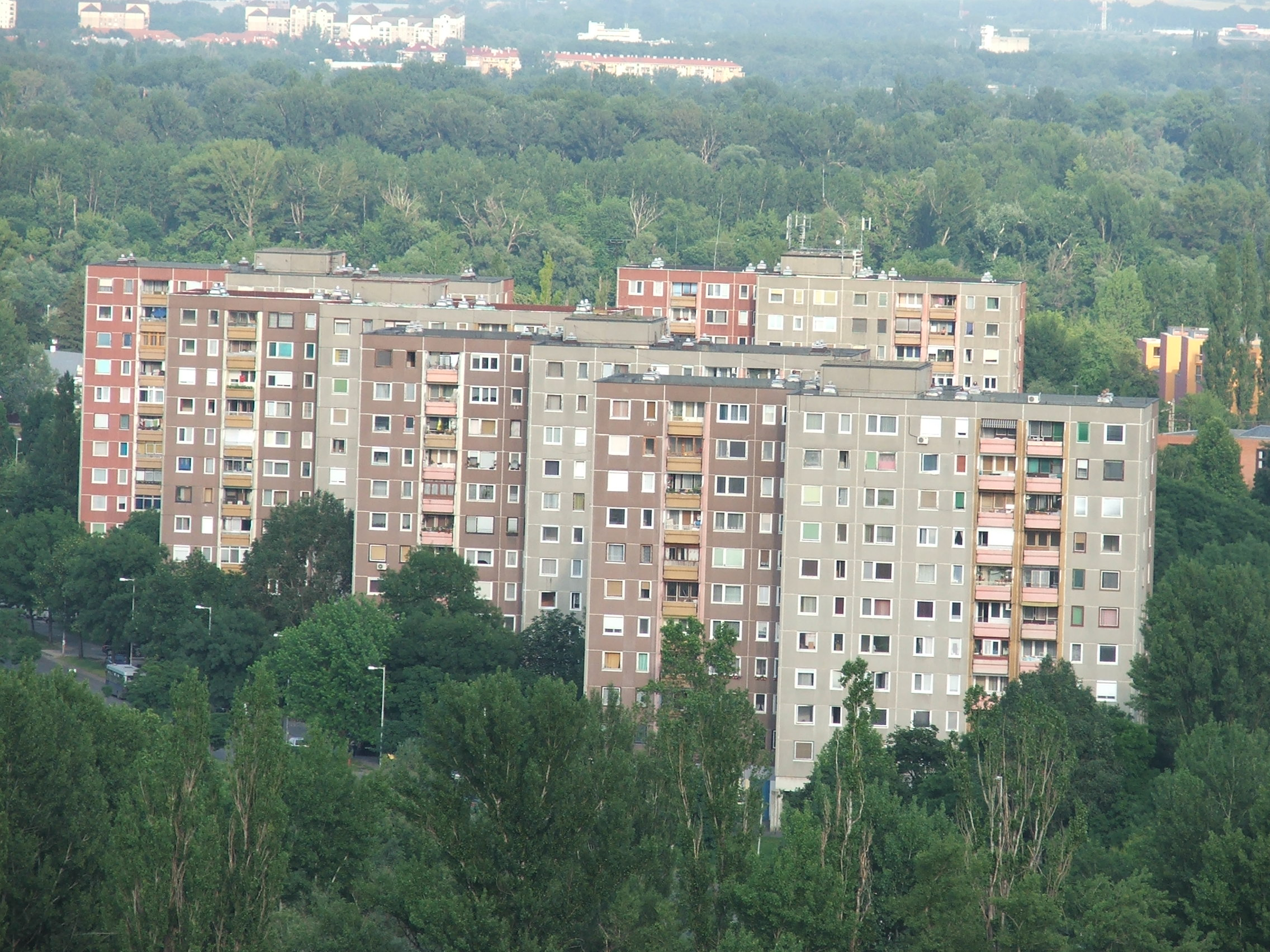
Panelházak a Duna felőli oldalon

Békásmegyer, a köznyelvben csak "Békás" (németül Krottendorf) jelenleg Budapest III. kerületének északi része, 1950 előtt önálló település volt. Az 1950 előtti Békásmegyer nagyközséghez hozzátartozott Csillaghegy is, ma azonban szűkebb értelemben Csillaghegy és Békásmegyer két különálló városrésze Budapestnek.

## Fekvése, részei
Keleten a Szentendrei-Duna (azon túl Szigetmonostor és Káposztásmegyer), délen Csillaghegy (a III. kerület szomszédos része), nyugaton a Pilis Ürömhöz tartozó keleti nyúlványa (Róka-hegy), északon pedig Budakalász határolja, amitől a Puszta-domb választja el.
Békásmegyer nyugati részén, a Puszta-hegy és a Berdó-dülő lejtőin fekszik az Ófalu, a régi Békásmegyer megmaradt magja, amit délről a Józsefhegy, északról pedig az Ezüsthegy nevű kicsiny hétvégi telkes övezetek határolnak. A mai Békásmegyer nagyobb részét a H5-ös (szentendrei) HÉV és a 11-es út által két különböző jellegű részre osztott lakótelep teszi ki. A lakótelep központja két ikertér, a Csobánka tér (nyugati oldal) és a Heltai Jenő tér (keleti oldal) körül terül el, melyeket egymással és a HÉV-állomással gyalogos aluljáró köt össze. A városrész Duna-parti peremén üdülőövezet található.
Határai a főváros határvonala a Kőbánya utcától a Pünkösdfürdő utcáig, majd Árpád utca, Álmos utca, Kert sor, Márton út, Óbor utca, Tamás utca és a Kőbányai utca Budapest határáig.

## Természeti környezete
Békásmegyer a nevét annak köszönheti, hogy agyagos talaja a felszínen tartja a csapadékvizet, ami kedvez a békák számára kellemes élőhelyet biztosító kisebb tavak, pocsolyák fennmaradásának. Vízrajzi szempontból Budakalásztól a Barát-patak, Csillaghegytől pedig a Csillaghegyi-árok Dunába torkolló és régebben nagyobb vízhozamot levezető medre választja el. A lakótelep délnyugati csücske és a Róka-hegy között bújik meg a Gőtés-tó.
Az uralkodó szélirány északnyugati. A Pilis felől érkező friss szél itt lép be a városba, ezért Békásmegyer Budapest legtisztább levegőjű városrészei közé tartozik. Ezt a tiszta levegőt sokan féltették az M0-s körgyűrű északi szakaszától, ezért országos visszhangot kiváltó tiltakozások kísérték a körgyűrű épülését.

## Története
Békásmegyer már az ókorban is lakott hely volt; az itt folytatott ásatások alapján az eraviszkuszok magas fokú kultúrája egyik fontos lelőhelyének minősül. A Megyer törzs neve a hely nevében honfoglalás kori településre utal. Az első említés, amely falu történetéhez kapcsolódik, 1368-ra datálható, ekkor a terület tulajdonosai az óbudai apácák voltak, majd 1477-ben egy csere által a pilisi apátságé lett. A török hódoltság első évtizedeiben a falu még virágzott. Az 1580–81-es török adólisták nem kevesebb, mint 35 adófizető házról tanúskodnak. A XVII. század második felére a helység teljesen megsemmisült. Az 1690–95 közötti népszámlálások meg sem említik Békásmegyert, a későbbi, 1727-es is mint kietlen helyet jegyzi, amely ekkor a Zichy család birtokához tartozott.
Az 1740-es évek körül kezdődött meg e terület német telepesekkel történő benépesítése. Az ideérkező telepesek úgy tapasztalták, hogy a hely fekvése, a talaj adottsága tökéletesen megfelel egy virágzó község létrehozásához. A keleti irányba nyitott völgykatlan kiváló lehetőséget nyújtott a gyümölcs- és szőlőtermesztéshez. A Dunáig nyúló földeknél jobbat kívánni se lehetett volna a letelepedéshez. Gyönyörű panoráma tárul elénk akár a Puszta-dombról, akár a Róka-hegyről tekintünk körbe. Rögtön szembetűnik, hogy a kialakult közlekedési és kereskedelmi útvonalak mennyire előnyösek voltak Békásmegyer számára. Így lett a XVIII. század első felében Krottendorf 1054 hektárnyi, végső soron tiszta német ajkú közösség. Ettől kezdve a falu rohamos fejlődésnek indult.
A falu telkei jellegzetes sváb elosztású nadrágszíjtelkek, ahol szőlő- és gyümölcstermesztés folyt. A falu utcái szélesek voltak, a házak előtt dió-, akác- és szederfák állottak, melyek nyaranta hűs árnyat kínáltak az utcai padokon pihenő, tereferélő falusiaknak. Az időjárás viszontagságai ellen vastag házfalakat építettek terméskőből. A parasztházakhoz a hátsó udvar irányában terménytároló kamra, istálló tartozott. Nagyra becsülték a hideg pincét. A ház mellett álló nyári konyha, amelyben tavasztól őszig főztek és étkeztek, központi helye volt családi együttlétnek. A lakások berendezése nem volt hivalkodó. A falusiak többsége egyszerű, igen szegény ember volt. A legfontosabb társadalmi szerepet a múlt század első felében a bíró, a doktor, pap illetve a tanító töltötte be a faluban.
Az egyik legmegrázóbb időszak a falu életében a II. világháború végén az itt élő német ajkú családok kiutasítása. 1946-ban 575 sváb családot telepítettek ki Németországba; a helyükre magyarokat hoztak Mezőkövesdről, Csehszlovákiából és Romániából. A magyar lakosság betelepítése nagy változást hozott a falu életében. A sváb hagyományok nagy része feledésbe merült. Az erőteljes magyarosítás hatására a német nyelv használata is háttérbe szorult. A falu lakosságának a többsége ekkor a rohamosan fejlődő környező ipari üzemekben dolgozott, például Csillaghegyi Téglagyár, Óbudai Hajógyár, a budakalászi és az óbudai textilszövő és -festőgyárak. A mezőgazdasági termelés megszűnt a falusiak fő tevékenysége lenni.
1950. január 1-jén hét várost és tizenhat községet csatoltak Budapesthez. Ekkor szűnt meg Békásmegyer önállósága is, azóta Budapest része. 1971-ben kezdték el építeni a lakótelepet, kezdetben a 11-es főút Duna felőli oldalán, 1978-tól a hegy felőli oldalon is. Az első ütemben épült tízemeletes panelházak a Madzsar József utca – Pünkösdfürdő (akkor Munkácsy Mihály) utca – Hatvany Lajos (akkor Bogár Ignác) utca – Juhász Gyula utca által határolt négyszögben még teljes mértékben az óbudai lakótelep házainak mintájára készültek. A később épült házak már változatosabb képet mutatnak, megjelent néhány négy- és tizenöt emeletes ház is. A nyugati oldal tervezésekor már a lakótelep szerkezetének kialakítására is nagyobb gondot fordítottak. (Az épületek többsége a 43. számú Állami Építőipari Vállalat budapesti házgyárainak kivitelezésében, a Füst Milán utca és a Madzsar József utca négyemeletesei a veszprémi házgyár elemeiből készültek.) A lakótelep építésének áldozatul esett az Ezüsthegy és a Dózsa György utca Duna felőli földszintes házsora, amelyet lebontottak. A mai Pünkösdfürdő utca például a hetvenes évek végén még Munkácsy Mihály utca néven egyenesen keresztezte a 11-es út és a HÉV vonalát és a megmaradt falurész főutcájáig, a Kőbánya utcáig vezetett. Az új lakótelepen olyan sok fiatal család jutott otthonhoz, hogy az első időben az általános iskolák nem is tudták befogadni az összes itt élő gyereket. Az egész lakótelep 1983-ra készült el, összesen 13394 lakással. A korábbi Békásmegyer-Pünkösdfürdőt és Békásmegyer felsőt felváltó, a kettő közt felépülő HÉV-állomást és az új gáton a Duna-parti sétányt 1981-ben, a szakorvosi rendelőt pedig 1986-ban adták át.
1993 szeptemberében szomorú esemény kapcsán került az országos figyelem középpontjába Békásmegyer: a Jós utca egyik kilencedik emeleti lakásában egy férfi vegyszereket és robbanóanyagokat tárolt, s a mosógépben kigyulladt anyagok okozta tűz hatalmas, több ember életét követelő robbanást okozott. Egy tizenhat éves testvérpár ijedtében kézen fogva ugrott ki a nyolcadik emeleti erkélyről, amikor látták, hogy a hátuk mögött lángol a lakás és a szüleik meghaltak. A tűzoltóság ekkor még nem rendelkezett az életmentéshez megfelelő eszközökkel, és a sok tízezres városrésznek tűzoltólaktanyája sem volt. A tragédia is hozzájárult a békásmegyeri tűzoltóság létrejöttéhez, amelyre azonban még tizenkét évet kellett várni.
A 2000-es évek második felében elindult a panelházak energiahatékonysági programja, azóta folyamatosan szigetelik a házakat. A 2010-es évek első felében  több utcát felújítottak. 2017-ben átadták a multifunkcionális Traianus teret a Duna felőli oldalon. Ugyanebben az évben vette kezdetét a Heltai Jenő téri piac felújítása, amelyet két ütemben, 2019-ben és 2020-ban adtak át.
2018 novemberében elkezdték acél szádfalak beépítésével megerősíteni a pünkösdfürdői gátat. A mobilgáttal kiegészített védmű 2019-re, a mentett oldal tereprendezése 2020-ra készült el. Rajta a békásmegyeriek körében hamar kedveltté vált Pünkösdfűrdő Park 2022 márciusában nyílt meg.

## Népesség
Békásmegyer népessége 2006-ban mintegy 35-40 ezer fő volt, Csillaghegyen további 10-15 ezren laktak.

## Közlekedése

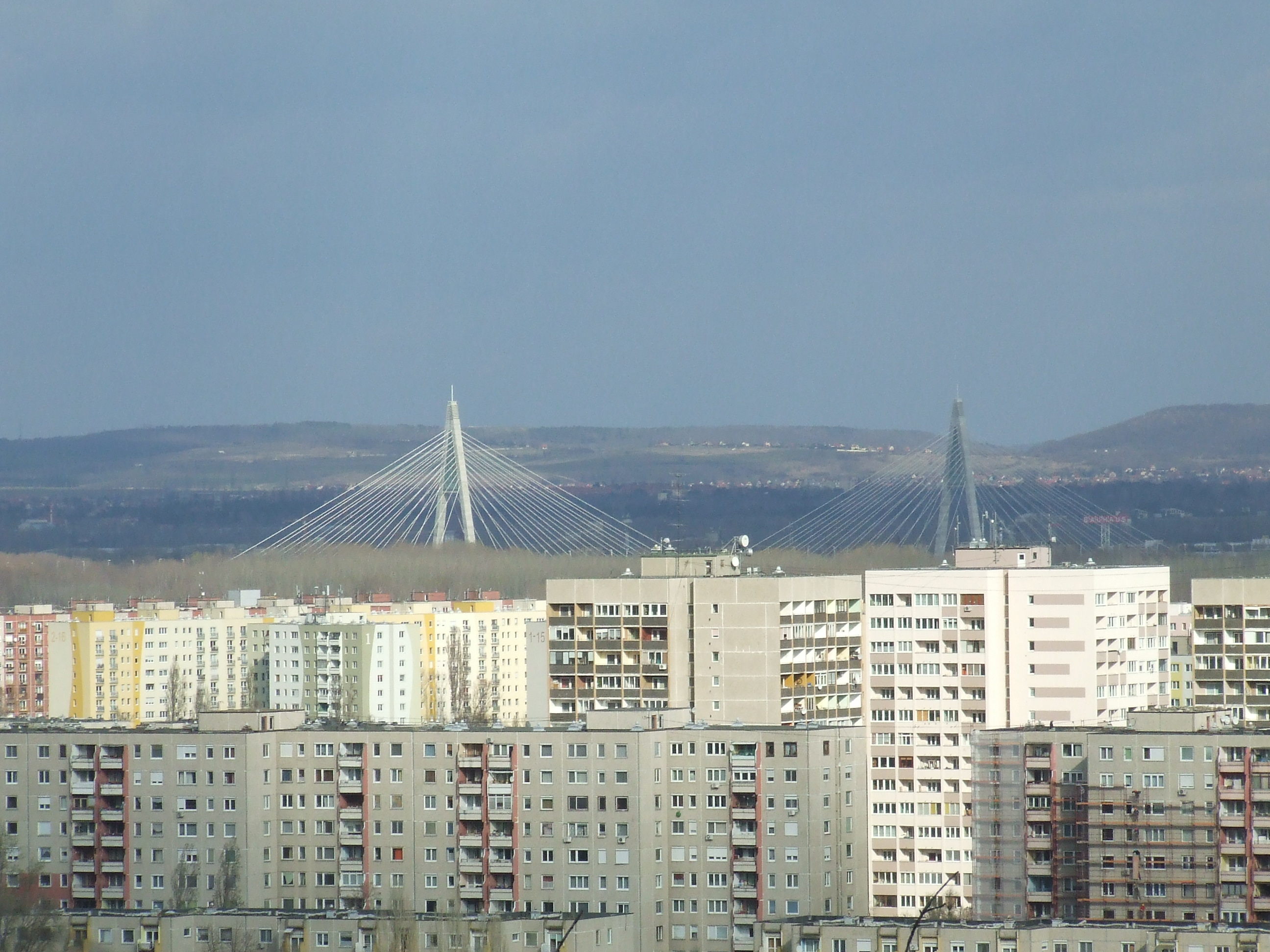
A lakóteleptől északkeletre a Duna felett a Megyeri híd ível át

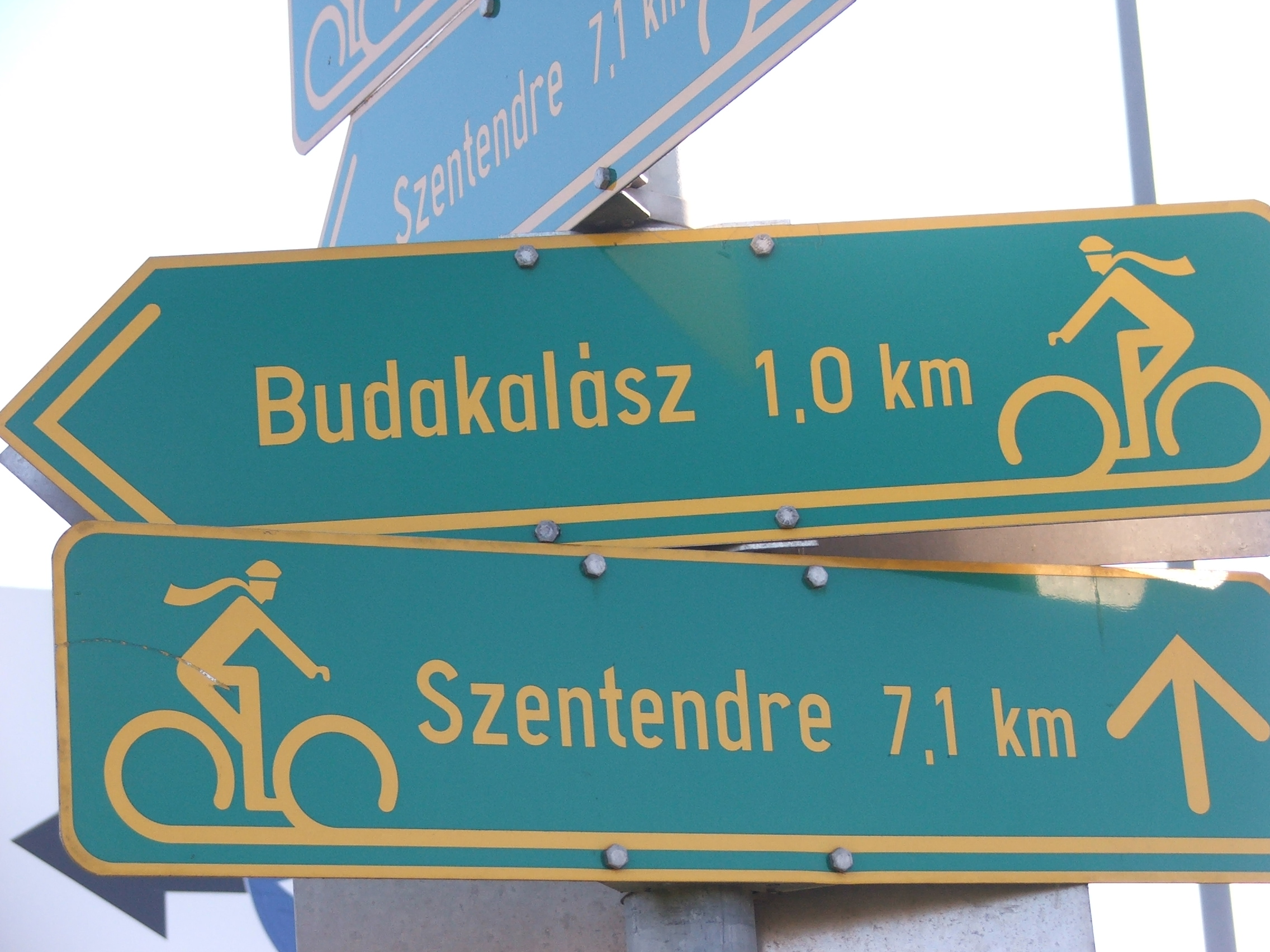
Békásmegyer, kerékpáros táblák Szentendre irányába

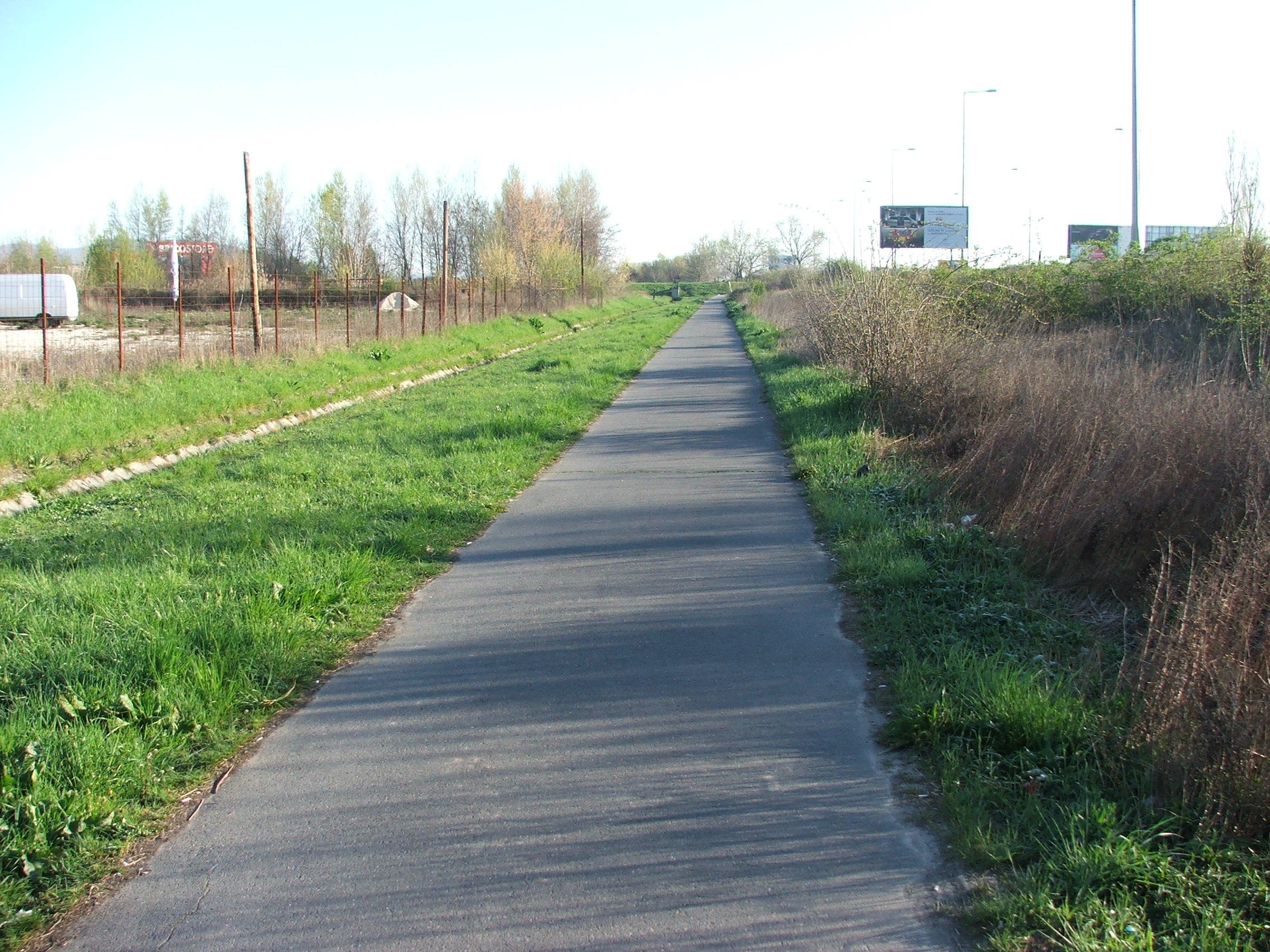
Békásmegyer, kerékpárút

Mint Buda egész északi részén, itt is a Duna és a hegyek közelsége határozza meg az alapvetően észak–déli irányú közlekedési útvonalakat.

### Közúton (gépjárművel)
Békásmegyer forgalmának nagy részét három párhuzamos út hordozza: nyugatról kelet felé haladva a „régi Szentendrei út” (1115-ös út), amelyet a Pünkösdfürdő utca vonalától hivatalosan Ország útnak neveznek; a 11-es főút bevezető szakasza (Csillaghegytől a városhatárig Batthyány utca, de a köznyelvben csak „Szentendrei út”), s végül a Duna közelében a főként környékbeli lakók által használt Királyok útja. 
A főváros legújabb Duna-hídját, a Megyeri hidat 2008-ban adták át. A híd onnan kapta a nevét, hogy Békásmegyert köti össze Káposztásmegyerrel, valójában azonban Budakalászon van a jobb parti vége. Ez a híd – a környék első kelet–nyugati főútjaként – megteremti a kapcsolatot a pesti oldallal és eltereli a Dunakanyar felől érkező forgalom egy részét. A híd megépülte előtt Békásmegyeren haladt át az észak-budai agglomeráció és a Duna-kanyar jobb parti részének szinte teljes forgalma. Pest felé legközelebb az Árpád hídon lehetett átjutni.
Békásmegyert teljesen kettévágja az H5-ös HÉV vonala. Közúton csak egy ponton, a Pünkösdfürdő utcai szűk vasúti átjárón áthaladva lehet átkelni az egyik városrészből a másikba.

### Közúton (autóbusszal)
Óbuda központjával a BKK 34-es valamint 134-es autóbuszjáratai, Szentendrével a Volánbusz 869-es járata biztosítja a kapcsolatot. Újpestre, Káposztásmegyerre, és Rákospalotára a Megyeri hídon át közlekedő 204-es és 296-os busszal lehet átjutni. A lakótelepen és az Ófaluban helyi buszjárat (243-as buszjárat) szállítja az ott élőket a HÉV-hez. A 160-as busz az Óbudai temetővel és a 10-es úti BKK- és Volánbusz-járatokkal biztosít kapcsolatot. Éjszaka a háromféle útvonalon át közlekedő 923-as, 934-es és 960-as busz köti össze a városrészt a belvárossal.

### Közúton (kerékpárral)
A belváros irányából érkezők nincsenek kellemes helyzetben, mivel a 11-es út vonalán nincs szabályos és biztonságos kerékpározási lehetőség, máshol pedig csak kerülőutakon közelíthető meg a településrész. A Batthyány térnél kezdődő, hivatalosan kijelölt kerékpárút csak rövidebb szakaszaiban alkalmas a biztonságos kerékpározásra. A kisebb szakaszokon megépült kerékpárutakat kisforgalmú autóutak kötik össze, amiken a kerékpáros táblák hiánya megnehezíti a tájékozódást. A Duna mentén futó nemzetközi Eurovelo 6 kerékpáros útvonal kitáblázása 2008 július végére fog elkészülni. Ekkortól a kijelölt Duna menti kerékpárútvonalon egységes tájékoztató táblák várják a kerékpáros turistákat.
A Római-parton vezető, helyenként igen rossz minőségű útvonal különösen hétvégenként nagy tömeget vonz, ezért a kerékpározásra kevésbé alkalmas. Szentendre felé sem sokkal könnyebb eljutni, mivel a 11-es út mentén vezető kerékpárút Budakalásztól kifelé rossz minőségű. Békásmegyer és Szentendre között a 11-es főút mellett és a Duna-parton kiépített kerékpárút többnyire jó minőségű.
A HÉV-en is szállítható a kerékpár, bérlettel fejenként egy ingyenes, bérlet nélkül utazóknak plusz vonaljegyet kell váltaniuk a biciklinek is.  Sokan Pomázon át közelítik meg Szentendrét és a Duna-kanyart. A pesti oldallal Aquincumnál a felújítás előtt álló Újpesti vasúti híd kerékpárútja teremt kapcsolatot. A Megyeri hídon is van kerékpárút, ami az EuroVelo6 Duna mentén futó nemzetközi kerékpárút variáns szakaszait köti össze, illetve gyors kerékpáros közlekedési kapcsolatot teremt Békásmegyer és Káposztásmegyer között.

### Vasúton
Buda belső részeivel és Szentendrével H5-ös HÉV vonala köti össze Békásmegyert. Néhány vonat a Batthyány téri, belső végállomástól csak Békásmegyer állomásig közlekedik, így a városhatáron belül sűrűbb vonatközlekedést tesz lehetővé. Aquincumnál átszállhatunk a MÁV 2-es számú, Budapest–Esztergom-vasútvonalára is. A H5-ös HÉV hétvégén (pénteken szombatra, valamint szombatról vasárnapra virradó) éjszaka is közlekedik. A HÉV állomás keleti kijáratánál a Heltai Jenő tér, a nyugati kijáratánál a Csobánka tér 12 km távolságra helyezkednek el a Belvárostól.

## Turizmus
Turisztikai szempontból igen szerencsés Békásmegyer fekvése. Gyalogosan az Ófaluból induló P+ turistajelzésen indulhatunk el, amely a József-hegy tetején csatlakozik a Csillaghegyről érkező piros jelzésbe, és a Nagy-Kevélyen át vezet a Pilis és a Visegrádi-hegység belsejébe. A hegység más pontjai HÉV- és buszjáratokkal, valamint autóval közelíthetők meg.
Kerékpárral szintén elérhető a Pilis és a Duna-kanyar is, a Megyeri híd átadása óta pedig még könnyebben megközelíthető a Gödöllői-dombság és a Duna bal partján Vácon keresztül Zebegényig futó kerékpárút. Békásmegyeren keresztül éri el Budapestet az EuroVelo 6: Atlantic – Black Sea nemzetközi kerékpárútvonal is, amely az Atlanti-óceántól egészen a Fekete tengerig tart.
A Duna-part kiváló lehetőséget nyújt a vízi turizmusra. A Római-part és Pünkösdfürdő csónakházaiban a nyári szezonban lehetőség van kajakok és csónakok kölcsönzésére. Békásmegyeren strand is van a Pünkösdfürdői hajóállomás mellett.

## Infrastruktúra, létesítmények
Békásmegyer kisvárosnyi lélekszámához képest szegényes a helyben elérhető szolgáltatások kínálata, mozi például nem üzemel a környéken. Örvendetes azonban, hogy az utóbbi időben egyre több bank nyit fiókot Békásmegyeren.
Ugyan működik helyben a pünkösdfürdői strand és a Csillaghegyi Árpád Forrásfürdő és Székely Éva Uszoda, sokan inkább az olcsóbb vagy ingyenes budakalászi bányatavakra járnak nyaranta fürdeni.

### Főbb közintézmények
- 2005. május 4. óta van Békásmegyernek saját tűzőrsége, a panelházakból történő mentéshez alkalmas létrával
- Pünkösdfürdői strand
- Közösségi ház
- Szakorvosi rendelőintézet
- Vásárcsarnok és piac

### Templomok

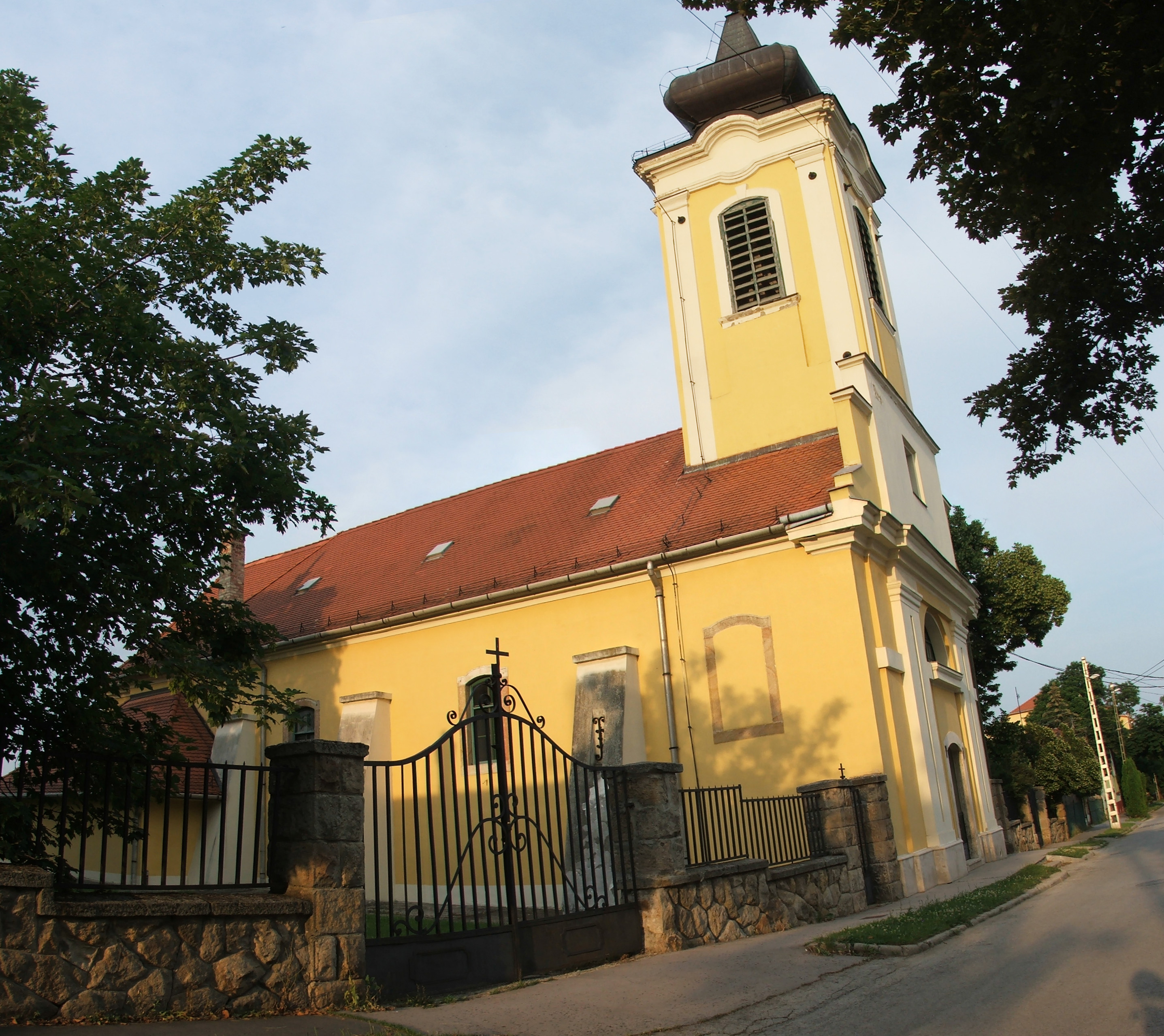
A Szent József-plébániatemplom

#### Békásmegyer–Ófalui Szent József-plébániatemplom
A mai templom helye 1740-ig árkolt temetőhely volt a pestisben elhunytak számára. A temetőt 1778-ban megszüntették, egykori létezésére már csak a templomkert keresztje emlékeztet. 1756-tól az óbudai plébánia fíliája, 1769-ben önálló plébánia lett. A mai templom építése 1754-ben kezdődött Schaden János MiháIy budai építész tervei alapján. 1764-re épült fel a szentély és a hajó a második pillérállásig. Első berendezési tárgyait az óbudai templomból és a hívek adományaiból szerezték be. 1771-ben a lefalazott ideiglenes homlokzat elé egy fatornyot állítottak. A templom hamarosan kicsinek bizonyult, így 1787–89 folyamán az eredeti tervek szerint a mai formájában kibővítették. Az új homlokzatra hagymakupolás barokk torony került vörös fazsindellyel. Ez a torony 1950-ben villámcsapás következtében leégett. A szűkös anyagiak miatt ideiglenes, gúla alakú toronysisakot építettek. Ezt 1993-ban eredeti formájának megfelelőre cserélték, az eredetileg fazsindelyes, 1924-től palával fedett tetőszerkezetet 1996-ban teljesen felújították, hódfarkú cserép fedéssel. 1995-ben a templom falait víztelenítették, 1997-ben a külső festését újították meg. 1999-ben burkolólapokkal fedték le a padozatot, valamint a padok felújítására és a belső festésre került sor.

#### Boldog Özséb-plébániatemplom

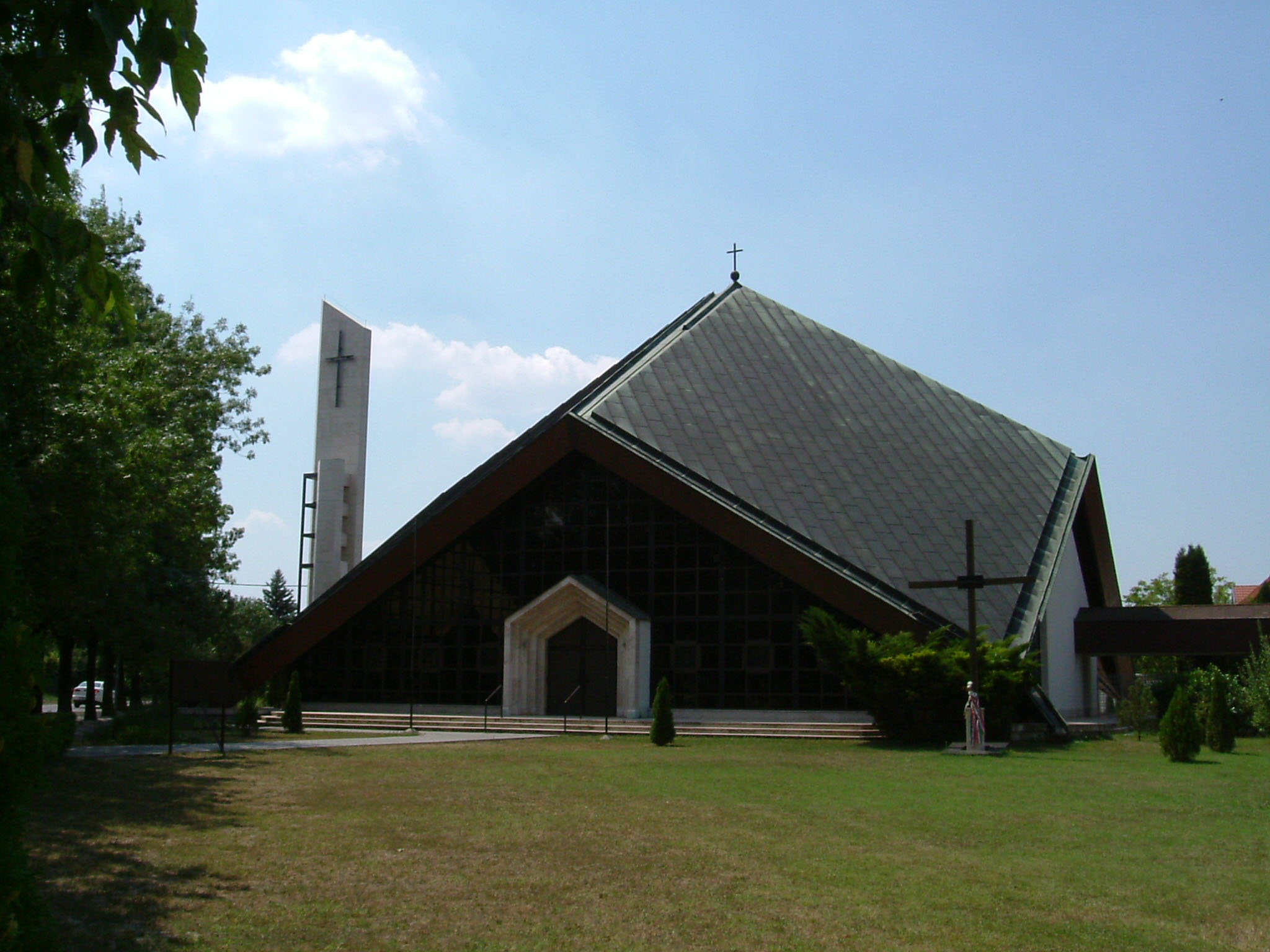
Boldog Özséb plébániatemplom

A Boldog Özséb-plébániatemplom alapkövét 1984. október 21-én helyezték el, hívek ezreinek jelenlétében. A katolikus egyház számára ez igen nagy jelentőségű esemény volt, mert a II. világháború végétől addig eltelt közel négy évtized alatt Magyarországon jogelőd nélküli templom nem épülhetett. Az új templom kül- és belföldi adakozások eredményeképpen, jelentős társadalmi munkával segítve, rohamtempóban épült; elkészülte után, 1987. szeptember 13-án Paskai László érsek áldotta meg.
A templom szerkezetét sátorra emlékeztető, négy pontban alátámasztott, különleges faszerkezet adja, mely külső vörösréz borítást kapott, az oldalsó síkokat pedig üvegfalak határolják. A stilizált román kapubélések, a nehéz, rézborítású kapuk azonnal jelzik az épület templom funkcióját. A belső tér központjába az oltár került, a mögötte felszökő falak a tekintetet magasba emelik. A külső forma és a belső tér egysége az ókeresztény bazilikák idő fölötti egyensúlyát idézi. A liturgikus tér berendezési tárgyait B. Kopp Judit szobrászművész domborművei díszítik. Az egyedülállóan elhelyezett keresztút üvegmozaik képei Pleidell János festőművész tervei alapján készültek, Mohay Attila iparművész műhelyében. A jurai keménymészkő–vörösréz kompozíciójú keresztelőkút Csaba Lászlóné tervei alapján Pap Lajos kőfaragó-díszítőszobrászati műhelyében készült. A garamszentbenedeki úrkoporsó ihlette, betlehemi istállónak is berendezhető „szentsírt” ugyancsak Csaba Lászlóné tervei alapján készítették Ligeti Ferenc asztalosai. A templomba harmonikusan illeszkedő padok is a fenti vállalkozók műhelyeiben készültek. A templom tervezője, Csaba László építészmérnök az életművéért 1988-ban Ybl Miklós-díjat kapott.

#### Csillaghegy-Békásmegyeri Evangélikus Egyházközség temploma

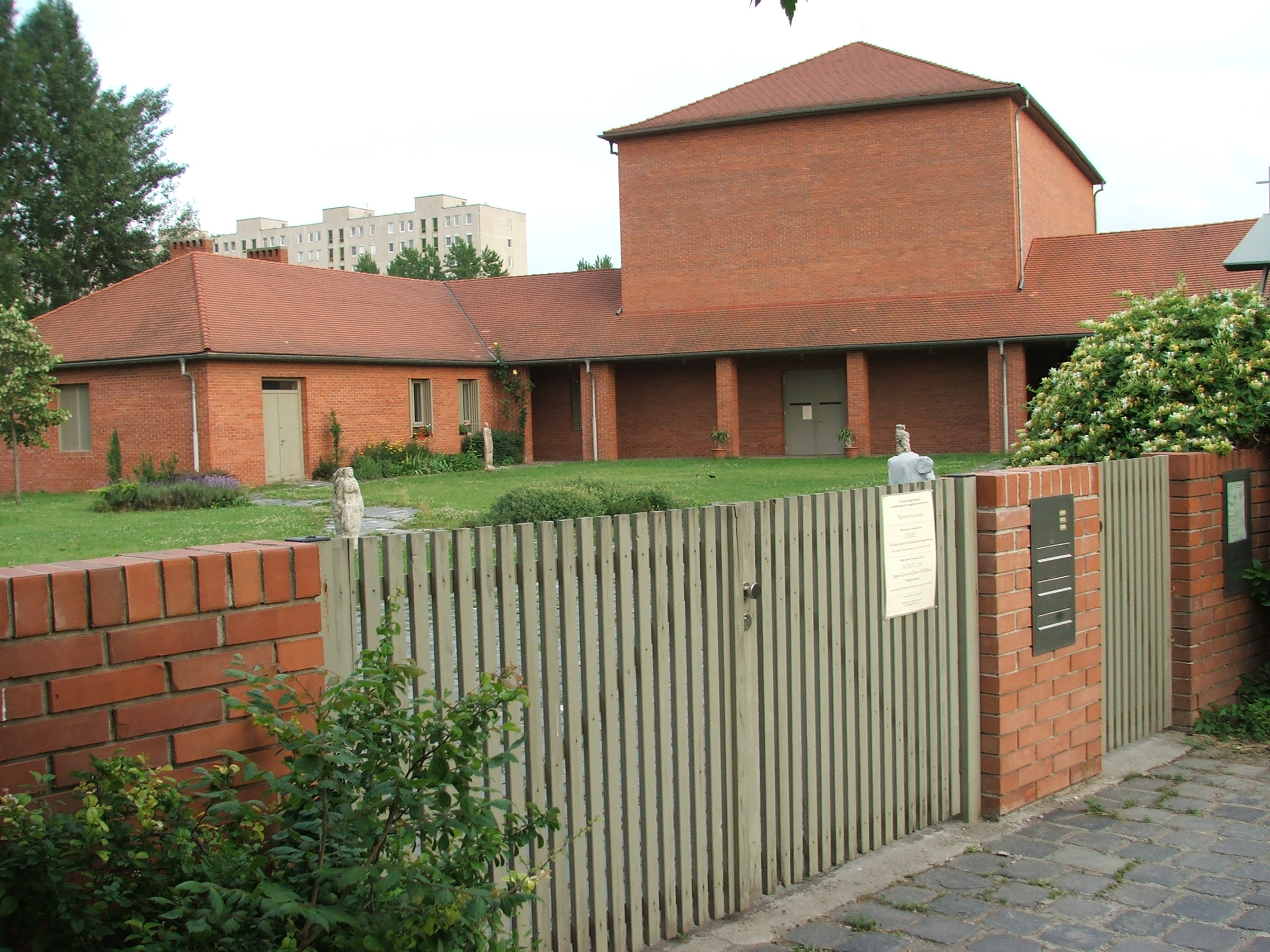
A Csillaghegy-Békásmegyeri Evangélikus Egyházközség temploma

Csillaghegyen 1928-ban létesült missziói egyházközség. A száz fő körüli közösség – melyet addig az óbudai lelkészek gondoztak – egy üdülőnek épült villát vásárolt, melyet 10 éven keresztül alakított, hogy megfelelővé váljék liturgikus és közösségi alkalmak megtartására, valamint lelkésze számára lakásnak. A II. világháború kezdetétől gyűjtötték a hívek a pénzt és az építőanyagot, hogy a meglévő épület mellé a neogót stílusban tervezett kis templomot megépíthessék. Tervük az ostrom és az újjáépítés miatt meghiúsult. Huszonöt évvel később ismét megpróbáltatás érte a kicsiny közösséget: az új szentendrei műút építése miatt az ingatlan több mint felét jóvátétel nélkül kisajátította a III. kerületi tanács. Ezzel végérvényesen lehetetlenné vált, hogy a gyülekezeti ház mellé templomot építsenek, jóllehet, az ezt követő 15 esztendő során mind Rómaifürdőn, mind Békásmegyeren jelentős lélekszámnak otthont adó lakónegyedek létesültek, ezáltal a lakosságszám a korábbi öt-hatszorosára emelkedett.
A rendszerváltozás két szempontból tette kikerülhetetlenné a közösség tervének újragondolását: a műút egy-két év alatt elviselhetetlenné növekedett forgalma mind kultikus tevékenységre, mind lakás céljára alkalmatlanná tette az épületet. Másrészt az új társadalmi rendszer, jóvátenni akarván a megelőző évtizedek egyházi életet korlátozó döntéseit, készségessé vált új gyülekezeti központ létesítésének támogatására. Az egyházközség presbitériuma 1993-ban úgy döntött, hogy a közeli Békásmegyeren hozza létre ezt a központot. Donáth László, akit parókus lelkészi hivatalába 1988. október 22-én iktatott be a később püspökké lett Szebik Imre, 1994-től fogva fő feladatának tekintette a gyülekezet régi álmának megvalósítását. Thurnay Béla akkori felügyelővel elérte, hogy a fővárosi és a III. kerületi önkormányzat ajándékozási szerződésben a gyülekezet tulajdonába engedje át azt a földterületet, amelyen később a templom fölépült. A közel 8600 négyzetméter alapterületű ingatlan az új lakótelep, Békásmegyer-Ófalu és Csillaghegy hármas határán fekszik. Az alapkőletétel 1999. szeptember 10-én volt, de maga az építkezés már 1999. május 26-án, pünkösd keddjén elkezdődött s egy évvel később be is fejeződött. Az épületegyüttes felszentelésére 2000. szeptember 10-én került sor, Szebik Imre püspök szolgálatával.

#### Békásmegyeri Református Egyházközség

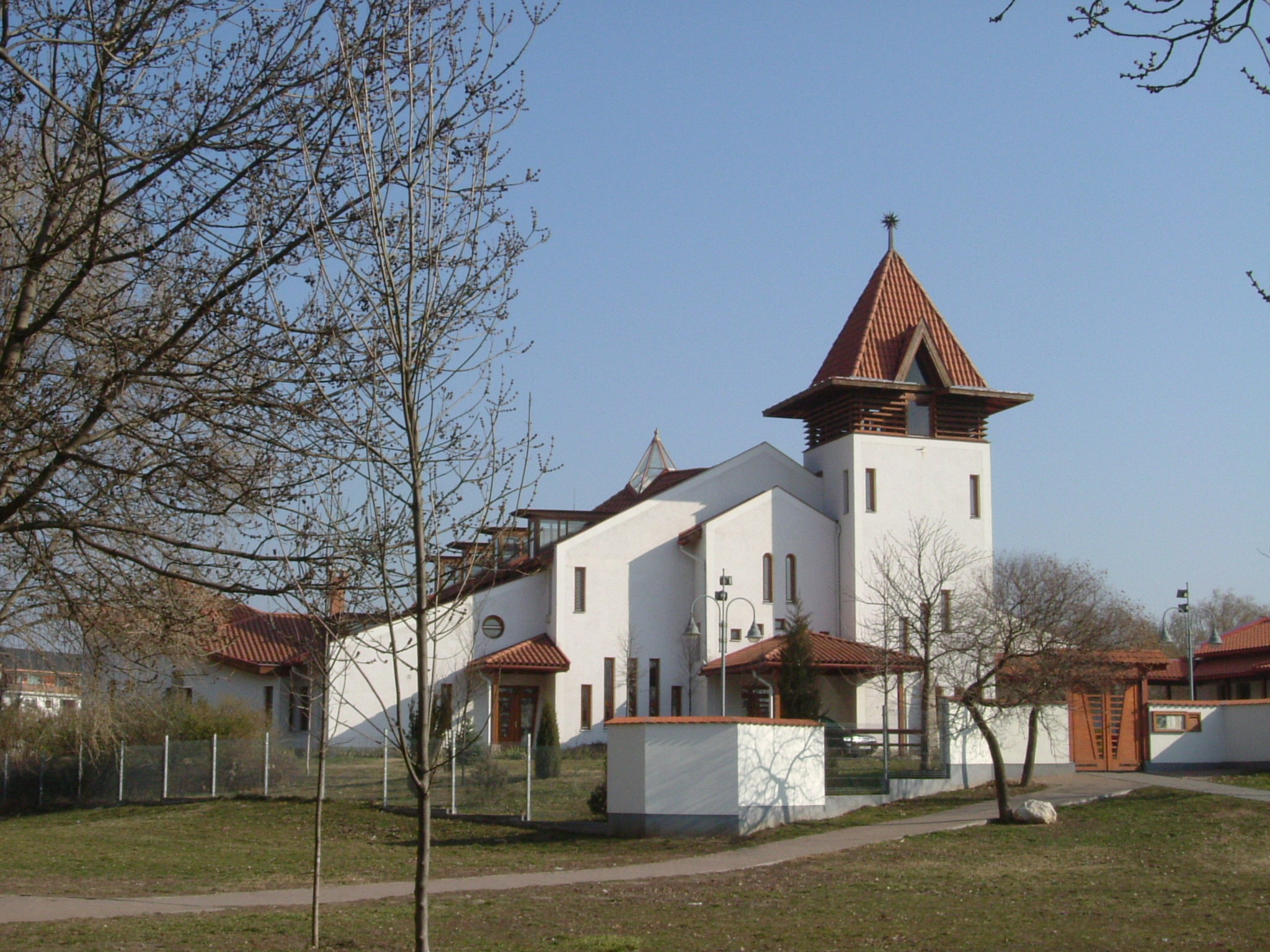
A békásmegyeri református templom

A templom építésének szervezését az 1990-es évek végén a református német testvérgyülekezet komoly pénzadománya indította el. A békásmegyeri közösség ekkor még hivatalosan Csillaghegyhez tartozott, ahol dr. Buday Péter teljesített szolgálatot segédlelkészként. A város felajánlott egy önálló helyiséget a panelházak aljában, de ezt nem fogadták el, mert túl kicsinek találták, és templomot szerettek volna. Ezért létrehozták a Békásmegyeri Templomépítési Alapítványt.
Végső megoldásként az önkormányzat ajánlotta fel az új templom helyéül azt a mesterséges dombot, amelybe a lakótelep építésekor a felesleges vaston betonelemeket hordták össze, majd az egészet beborították termőfölddel. Statikailag ez nehéz feladatot jelentett, az új templomnak mély alapot nem lehetett építeni, mert a föld méretes paneldarabok rejt. A sok tervezgetés és készülődés után, 1999 decemberében történt meg az alapkőletétel, és bár a gyülekezetnek nem volt túl nagy reménysége, hogy az építkezés gyorsan befejeződik, 2000-ben a karácsonyi istentiszteletet már az új helyen tartották.

#### Megbékélés Háza templom

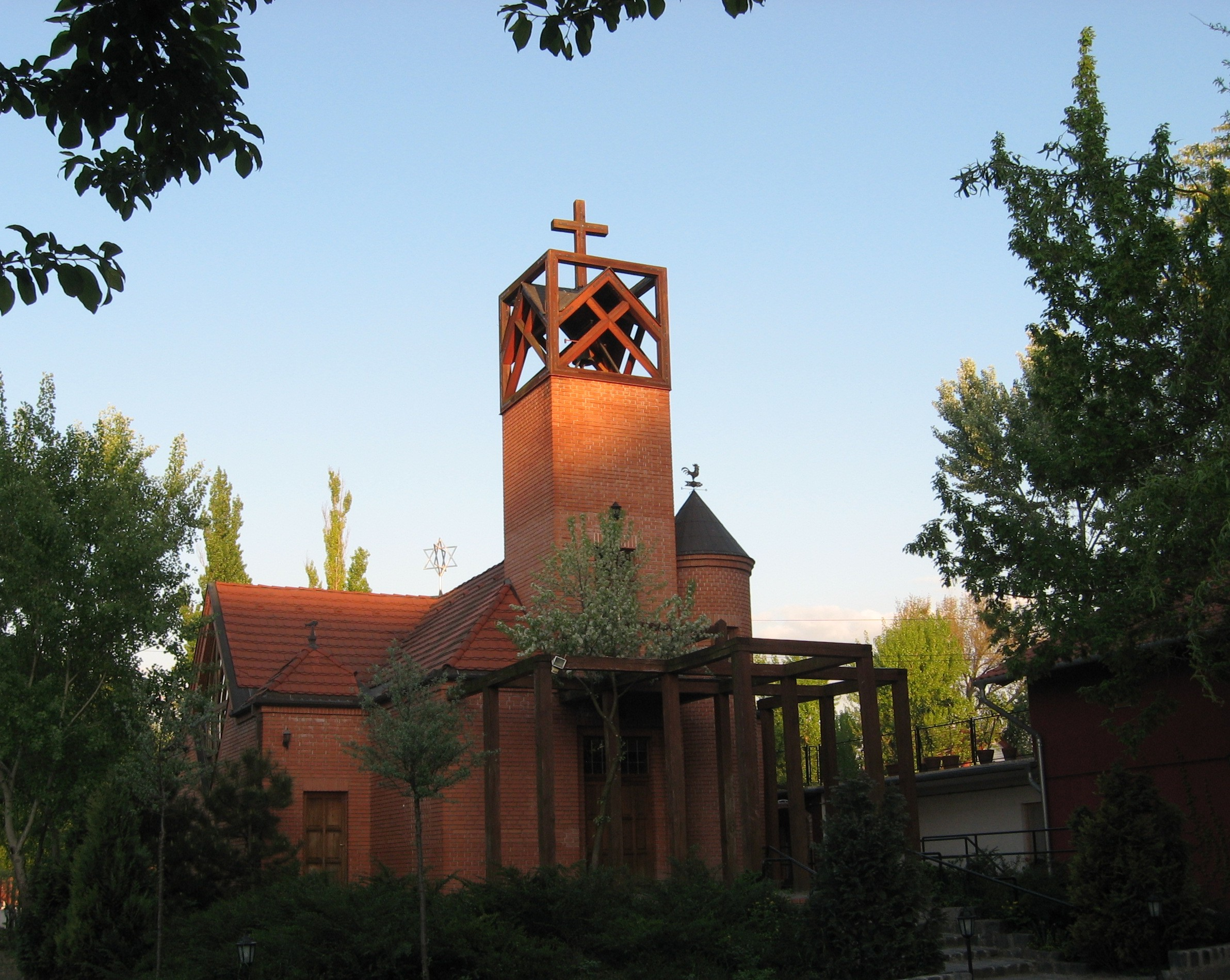
A Megbékélés Háza templom

A Megbékélés Háza a Magyarországi Evangéliumi Testvérközösség (MET) békásmegyeri gyülekezetének temploma. A MET 1992-ben a fővárosi önkormányzattól 5500 m² területet kapott beépítésre és parkosításra. A rossz minőségű, törmelékes és szemetes talaj megtisztítását követően a parkba mintegy 1000 fát, cserjét és fenyőt ültettek. A templom építésének megtervezésével Nagy Bálint és társai tervező irodáját, a kivitelezéssel pedig a Zsigmond és Társa Szövetkezetet bízták meg; a munkát a Tulát Bt. fejezte be. Az épület az eredeti tervek alapján teljes egészében fából épült volna, ezt azonban a tűzoltóság nem engedélyezte. Végül a templom módosított terv alapján 1998-ra készült el; október 1-jén avatta fel Iványi Tibor, az egyház elnöke.

### Békásmegyeri Kálvária

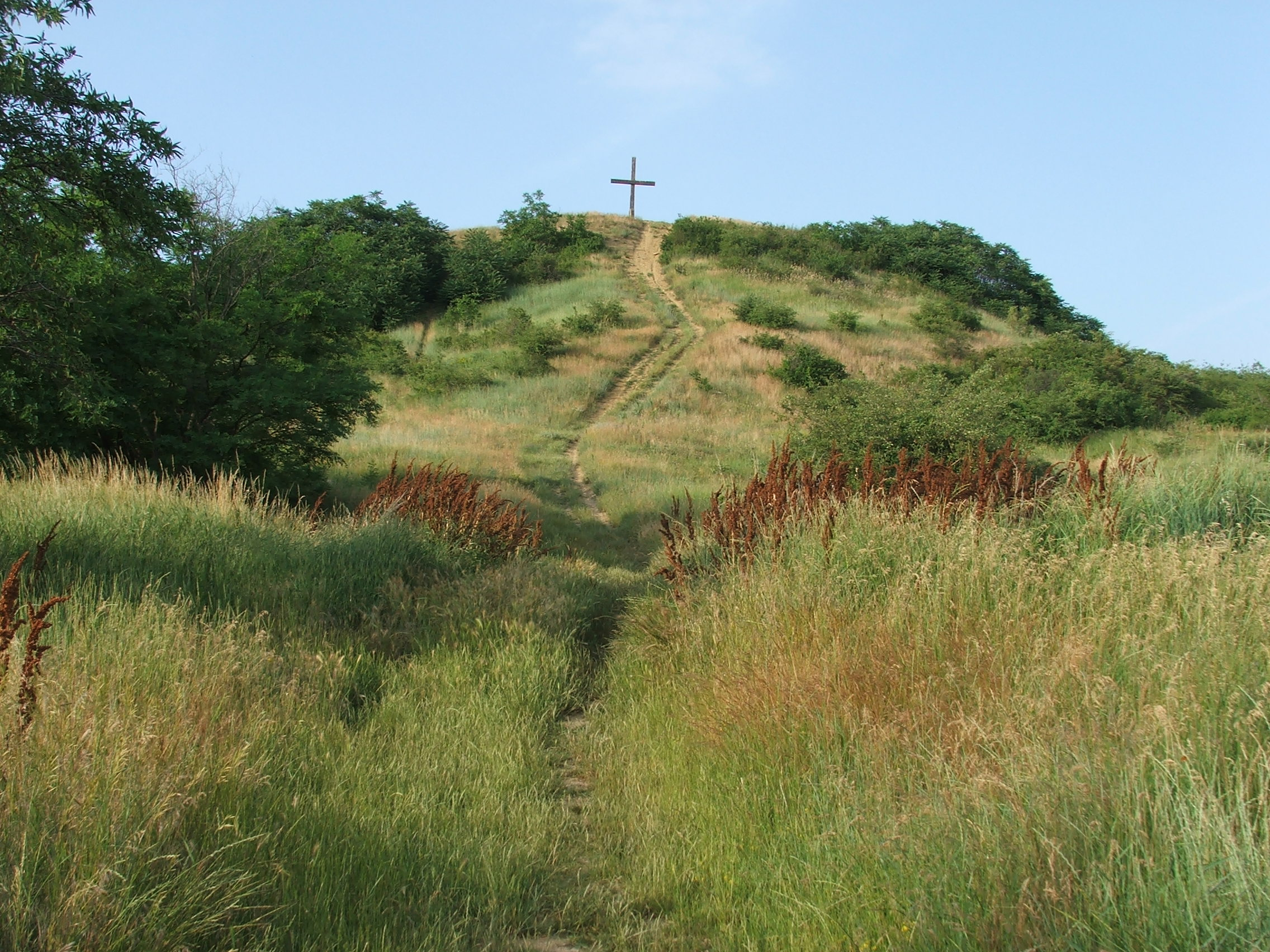
A Kálvária a Puszta-domb keleti peremén

1897-ben békásmegyeri lakosok úgy döntöttek, keresztutat állítanak a Puszta-dombon. Plöchl Antal feljegyzéseiből pontosan ismerjük a körülményeket: ki mennyi pénzt áldozott rá, kinek az alkotása, milyen anyagból készültek a keresztút stációi és a keresztek. 1962-ben a hegy Duna felőli oldalán lévő téglagyárat a Budai Téglagyári Egyesülésnek adták, ez ledöntette a kereszteket, azokat helyben elásták (egy a közelben lakó hívő szeme láttára), a továbbiakban a téglagyárban keletkező meddő agyagot egy hosszú szállítószalagon a keresztek helyére, a domb tetejére termelték. A stációk alapzatát képező téglákat széthordták és házakba, disznóólakba építették be. A stációk timpanonjai közül egyet nemrég biztonságos helyre szállítottak, több kő még a föld alatt van.
1997. március 8-án Tóth Kálmán plébános vezetésével keresztet emeltek a domb tetejére. A hívek által fából ácsolt keresztet először felgyújtották, majd ledöntötték. A gyülekezet újraállította a keresztek. 2007 szeptemberében a Városmisszió helyi szervezői kérésére és közreműködésével az önkormányzat és a helyi cserkészek a szemetet összeszedték, a területet – a lehetőségekhez mérten – rendezték, lépcsőket alakítottak ki a kereszthez. Bár motorosok a lépcsőket megpróbálták tönkretenni, a pénteki keresztút Böjte Csaba vezetésével mégis létrejöhetett.[forrás?] (A nehezen megközelíthető Kálvária elhanyagolt környezete a jelenben ismét rekonstrukcióra szorul.)

## Oktatási intézmények

### Általános iskolák
- Bárczi Géza Általános Iskola
- Medgyessy Ferenc Utcai Általános Iskola
- Zipernowsky Károly Általános Iskola
- Pais Dezső Általános Iskola
- Szilágyi Erzsébet Gyermekotthon és Általános Iskola
- Szent József Katolikus Óvoda, Általános Iskola és Gimnázium

### Középiskolák
- Veres Péter Gimnázium
- Varga István Közgazdasági és Kereskedelmi Szakközépiskola és Szakiskola
- Szent József Katolikus Óvoda, Általános Iskola és Gimnázium
- Kelta Vendéglátóipari Szakközép és Szakiskola

### Felsőoktatás
- Milton Friedman Egyetem[11]

## Békásmegyer képekben

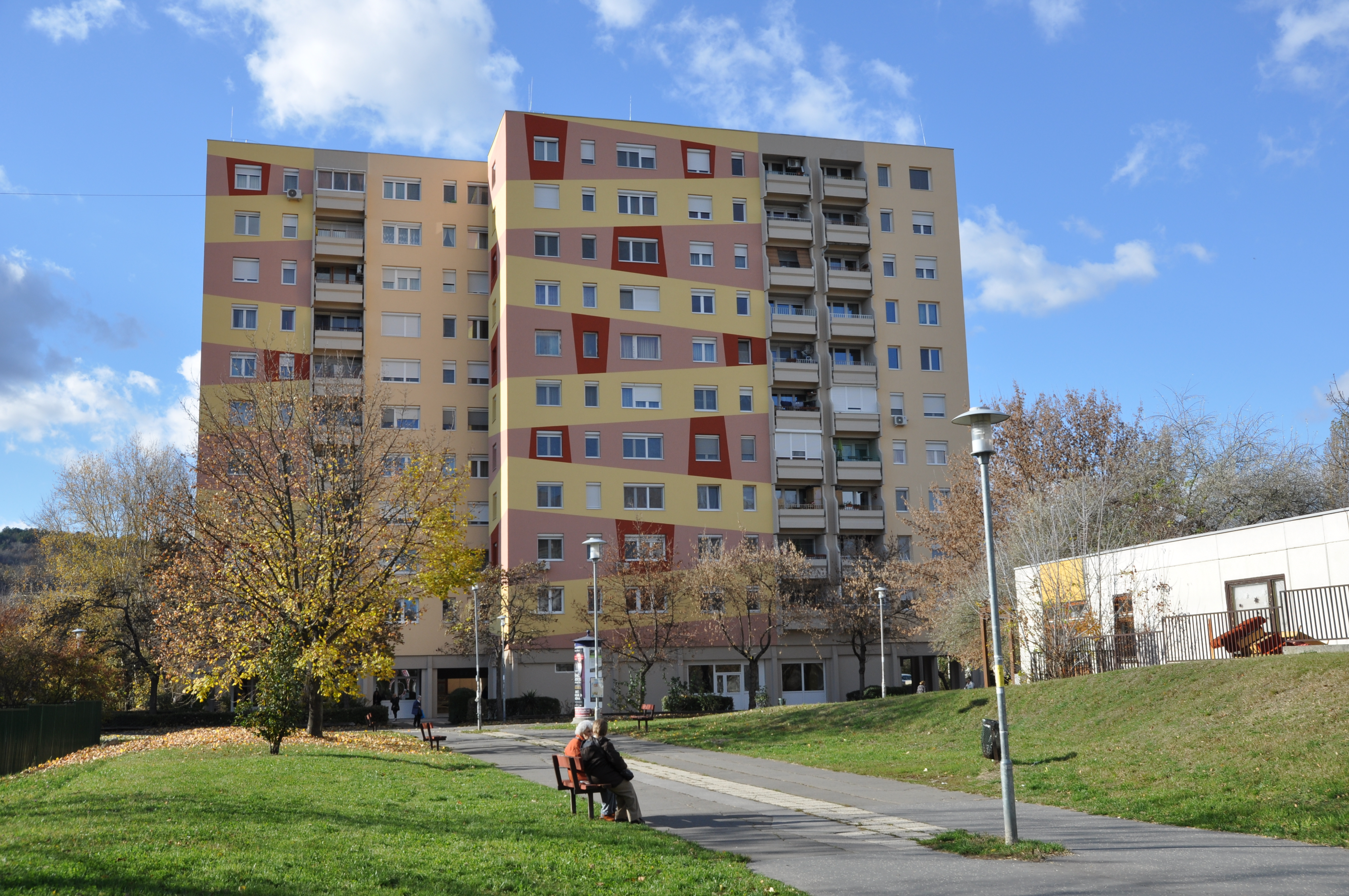
Felújított panelház a Víziorgona utcában
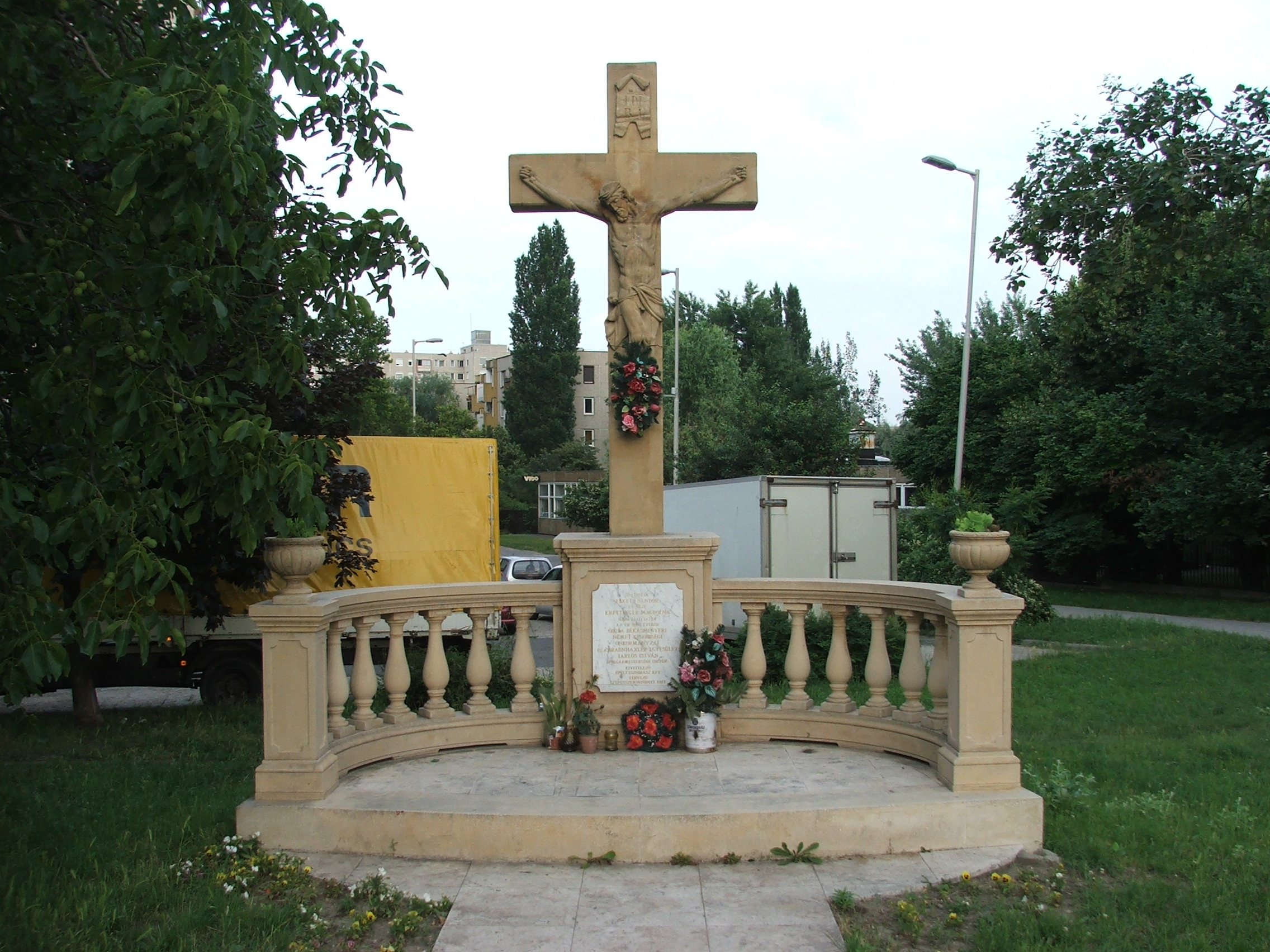
Kőkereszt a lakótelep szélén.
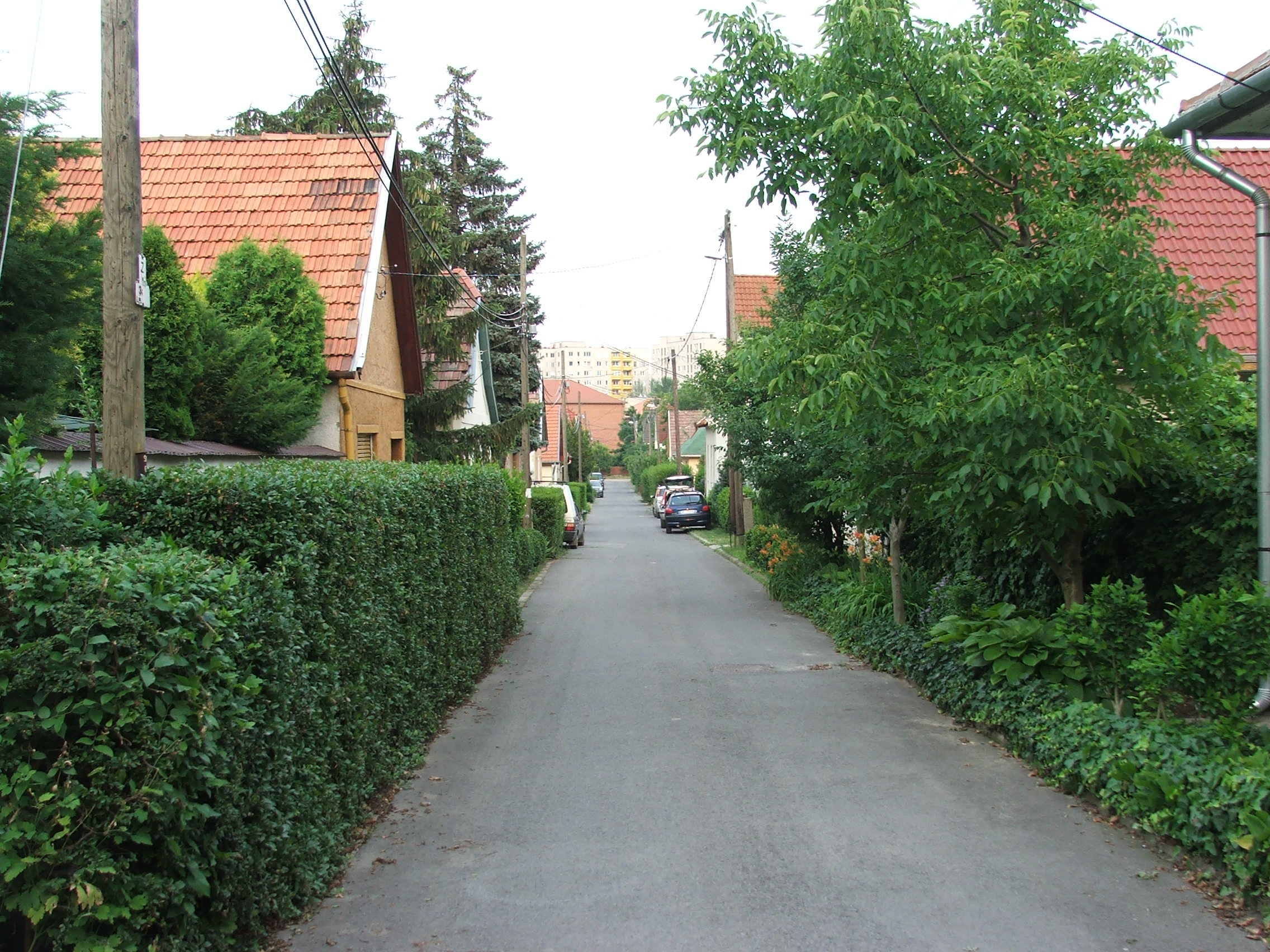
Az Ófalu egyik utcája.
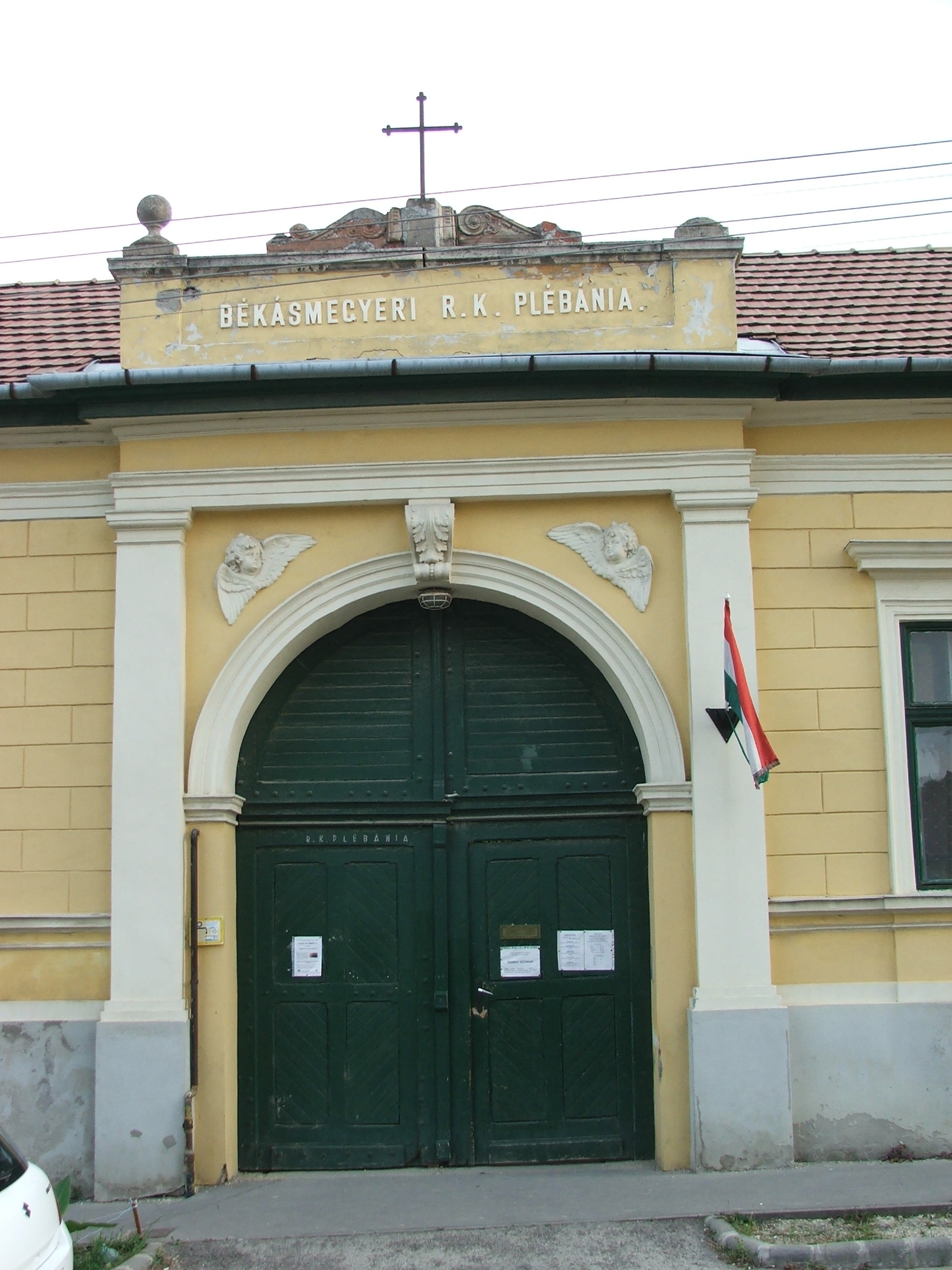
Szent József Plébánia az Ófaluban
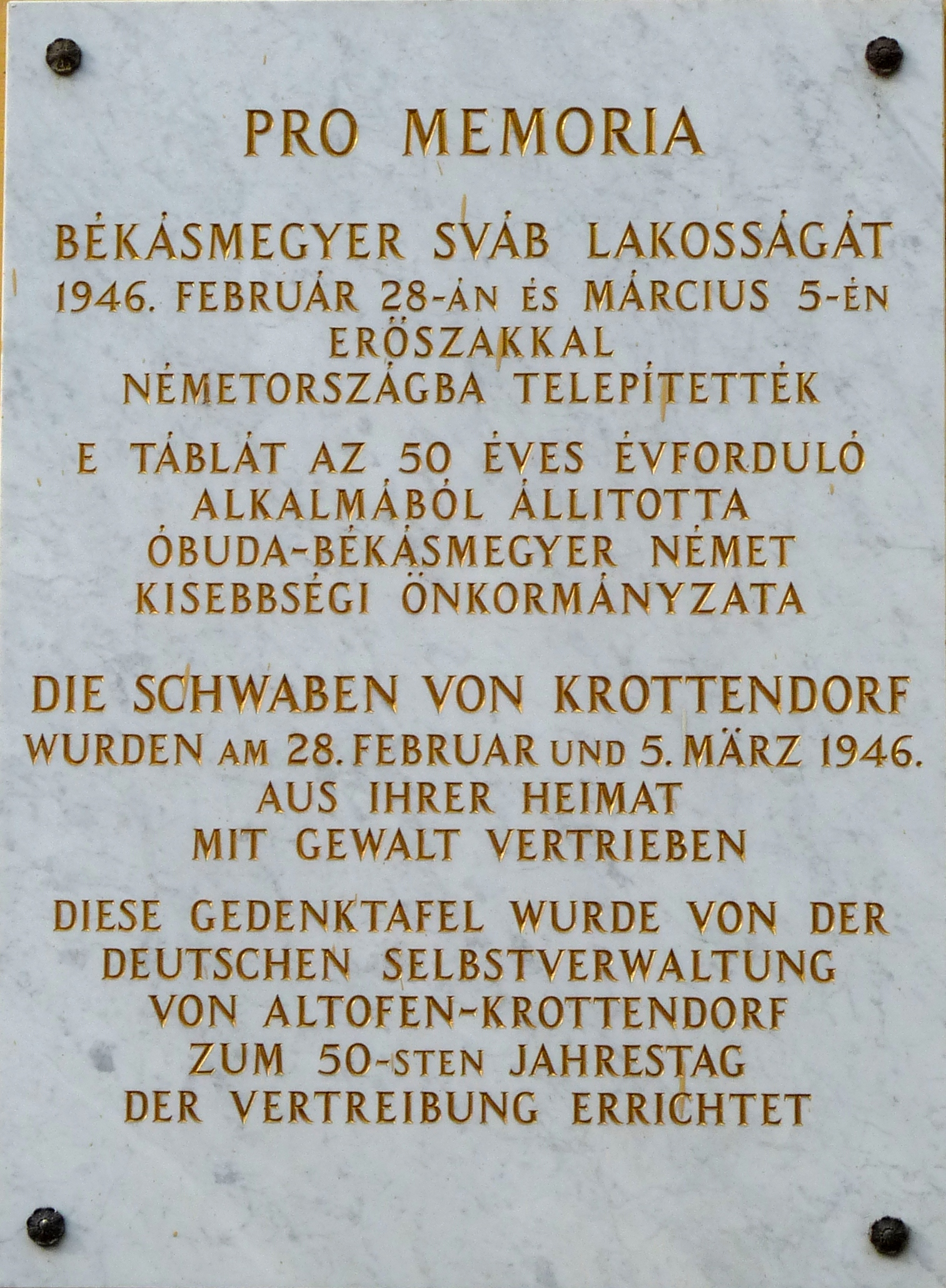
A kitelepített svábok emléktáblája
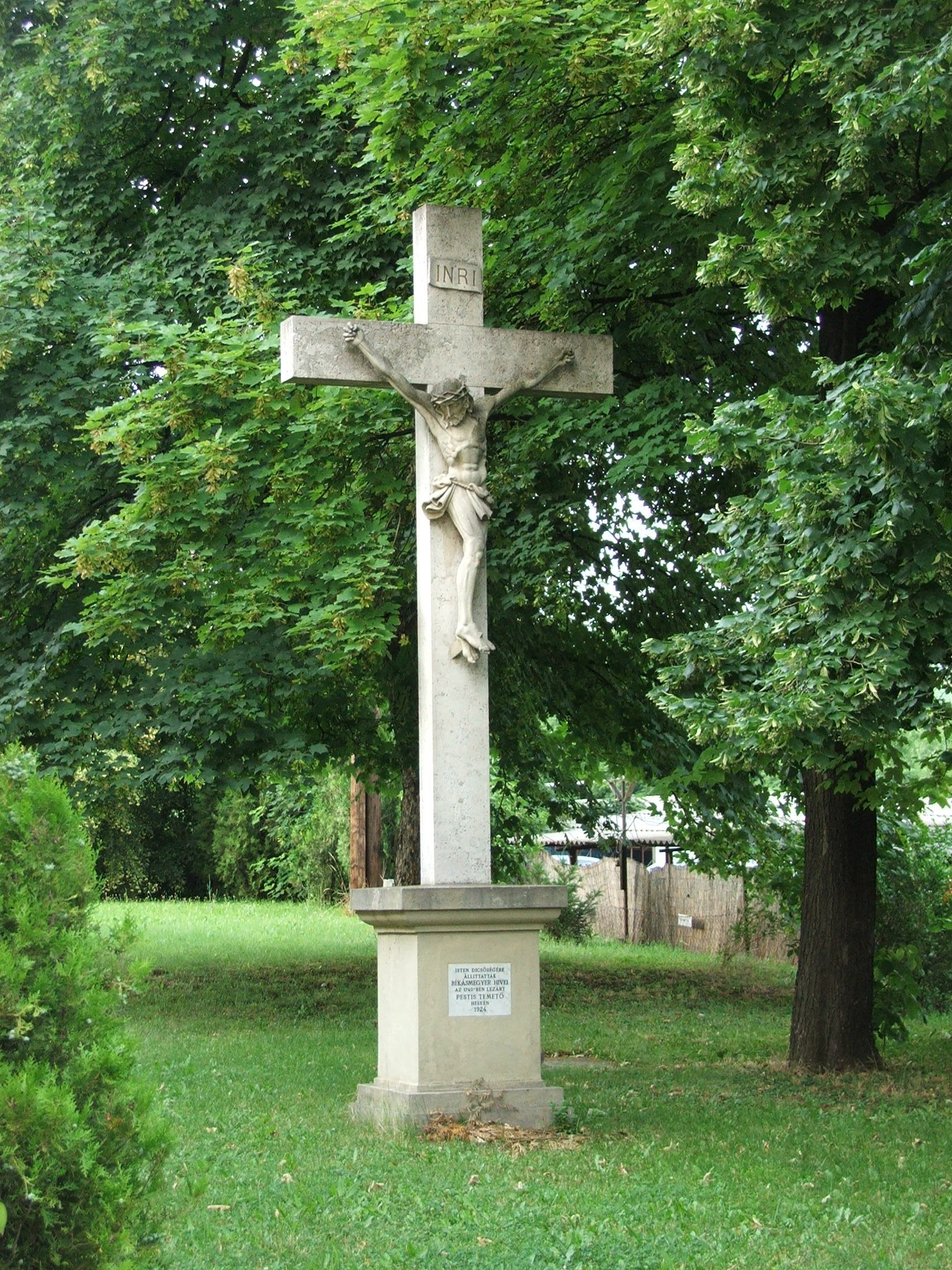
Kőkereszt a Szent József Plébániatemplom udvarában
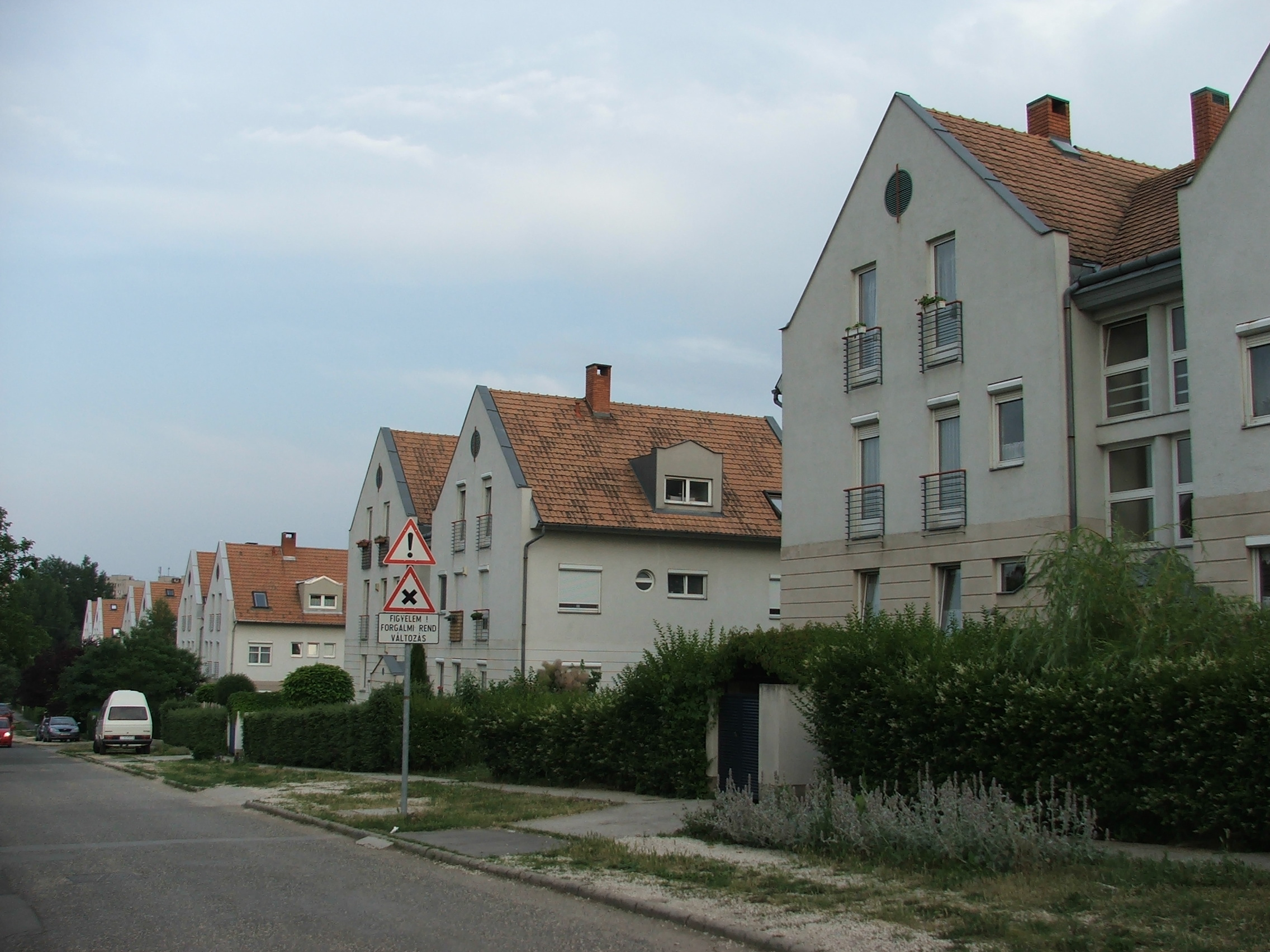
Lakópark a Gőtés-tónál
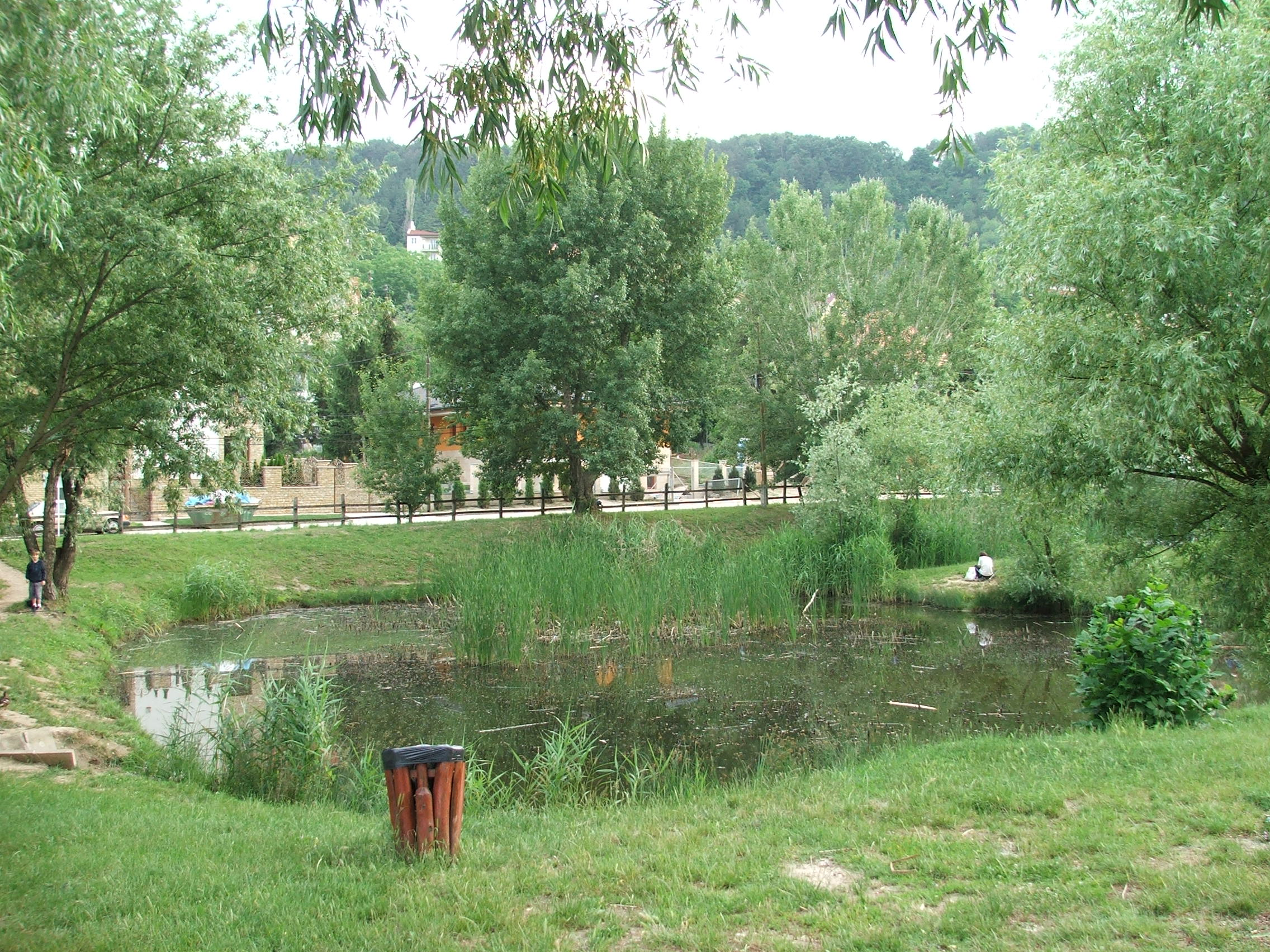
Gőtés-tó
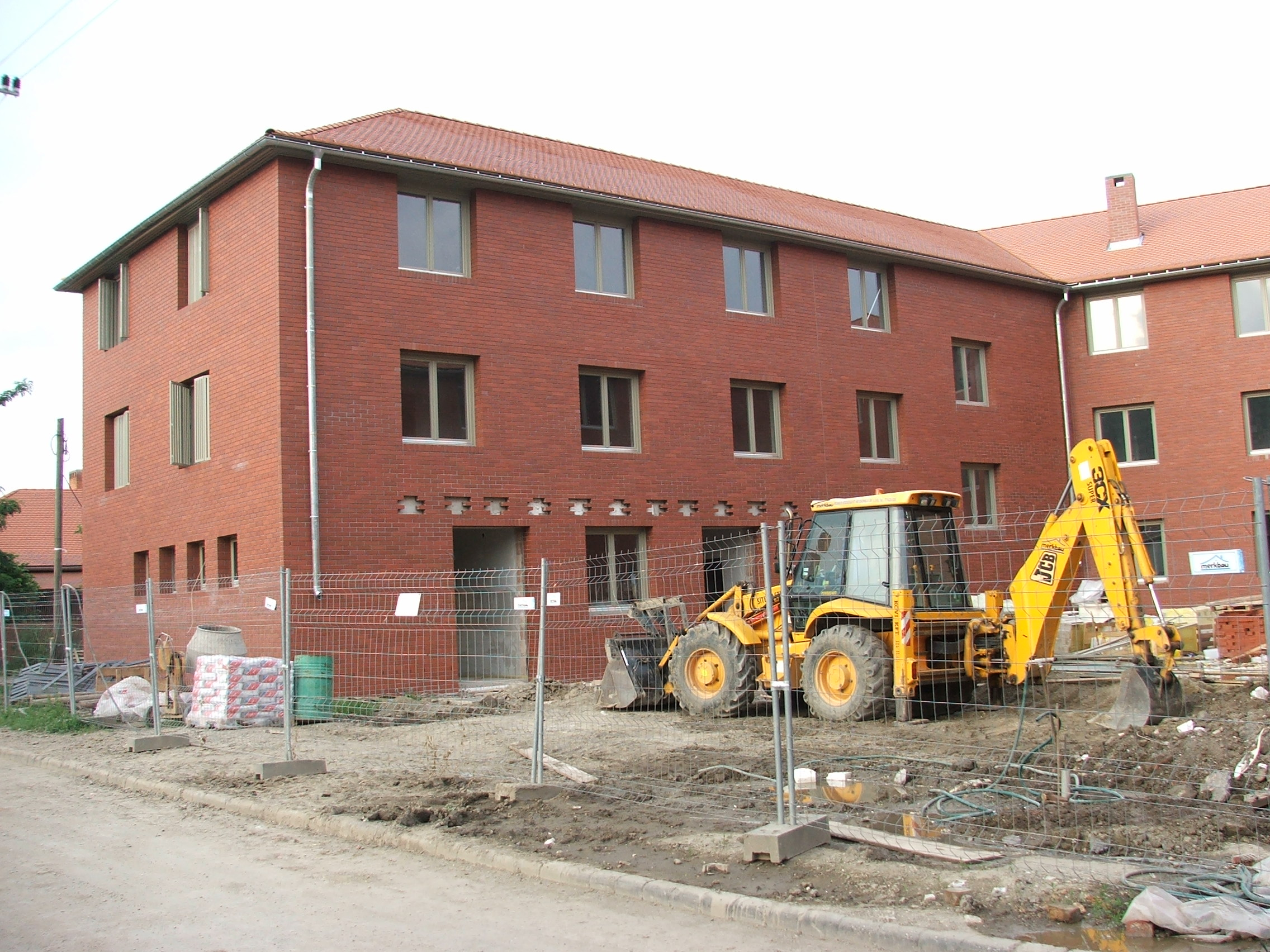
A Békásmegyeri Evangélikus Nyugdíjasotthon épülőben
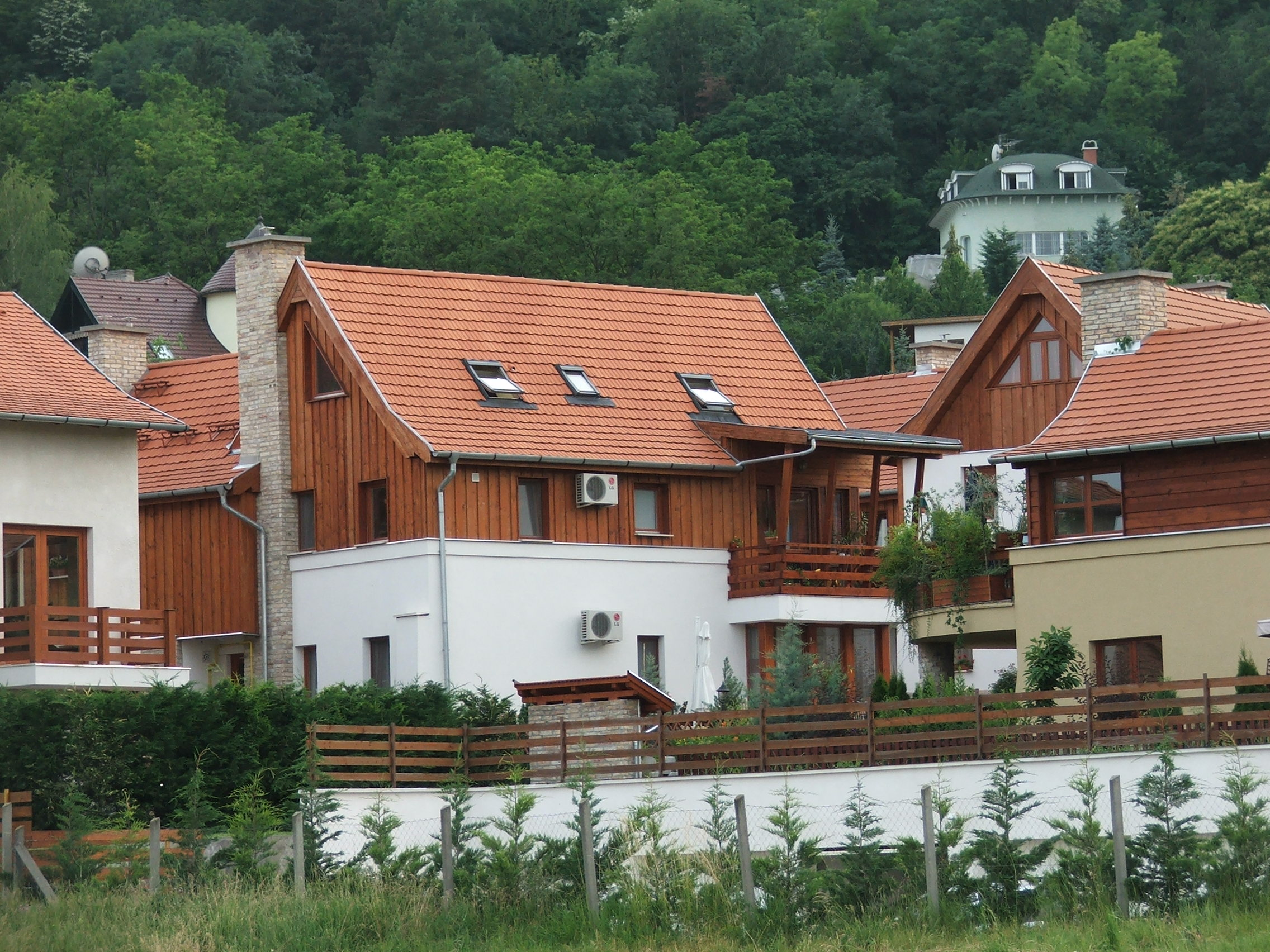
Az Ófalu új házai
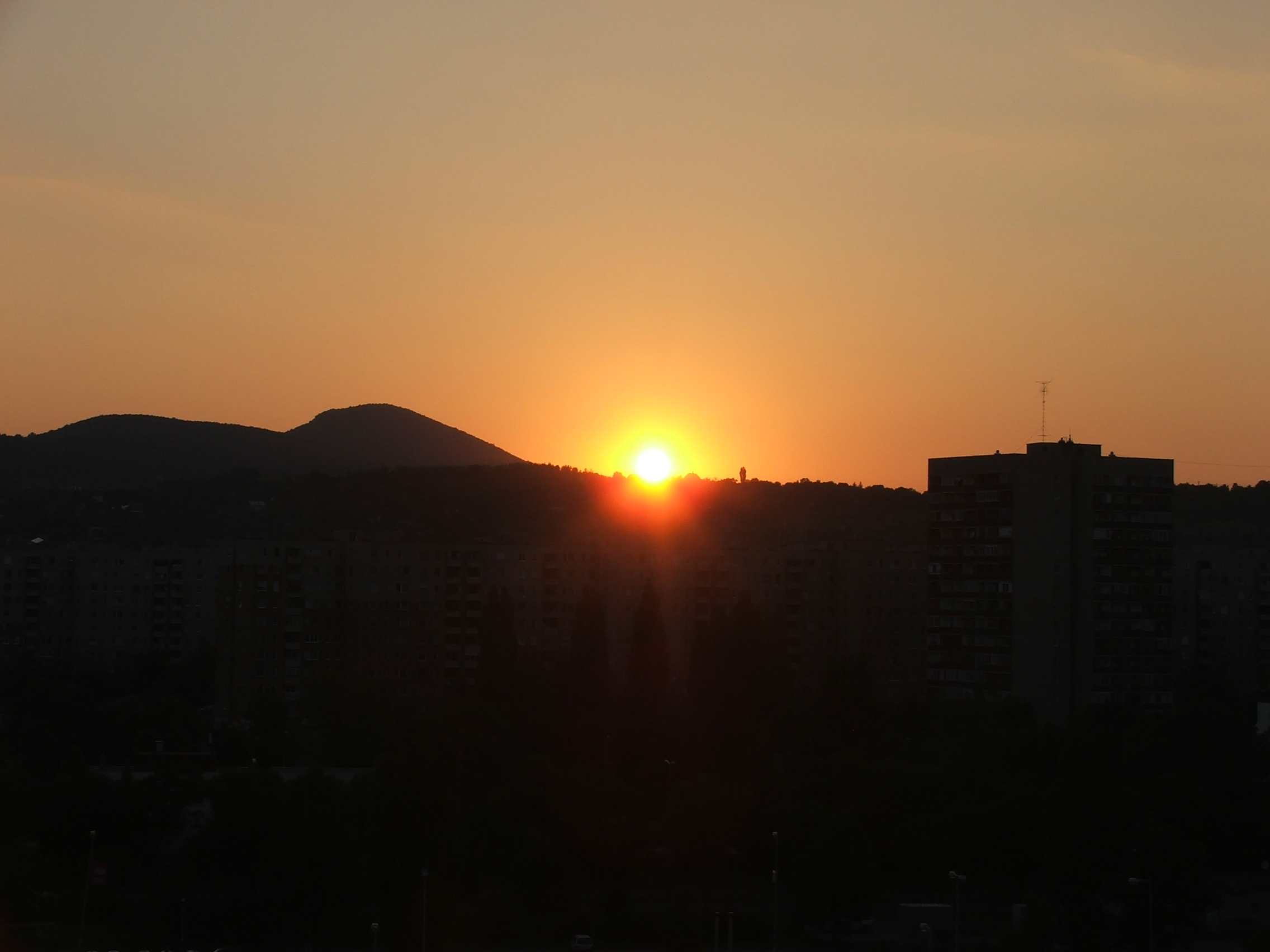
Napnyugta Békásmegyer felett